# Gyeongju
Gyeongju (en coreano: 경주, pronunciado: [kjʌ̹ːŋdʑu]) es una ciudad en el extremo sureste de la provincia Gyeongsang del Norte en Corea del Sur. Es la segunda ciudad más grande por área en la provincia después de Andong, con 1324 km² (511,2 mi²) y tiene una población de 269 343 habitantes, según el censo de 2008. Está ubicada 370 km al sureste de Seúl, y 55 km al este de Daegu. La ciudad limita con Cheongdo y Yeongcheon al oeste, Ulsan al sur y Pohang al norte, mientras que hacia el este se encuentra la costa del mar del Japón, aunque el centro urbano se encuentra a 25 km Varias montañas de la cadena montañosa Taebaek rodean la ciudad.
Gyeongju fue la capital del antiguo reino de Silla (57 a. C. - 935 d. C.), que gobernó alrededor de dos terceras partes de la península coreana entre los siglos VII y IX. Un gran número de sitios arqueológicos y bienes culturales de este período quedan en la ciudad, por lo que a menudo es llamada "el museo sin paredes". Entre estos tesoros históricos están; la gruta budista Seokguram, el templo Bulguksa, las zonas históricas de Kyongju y la aldea tradicional Yangdong, que están designados como Patrimonio de la Humanidad por la UNESCO. Los muchos sitios históricos importantes han ayudado a Gyeongju a convertirse en uno de los destinos turísticos más populares en Corea del Sur.
La ciudad se unió con el cercano condado rural de Gyeongju en 1995 y ahora es un complejo urbano-rural. Similar a otras cincuenta y tres ciudades pequeñas y medianas con una población de menos de 300 000 habitantes. Además de su rico patrimonio histórico, hoy Gyeongju es afectada por las tendencias económicas, demográficas y sociales que han dado forma a la cultura moderna de Corea del Sur. El turismo sigue siendo importante para la economía, pero se han desarrollado actividades manufactureras debido a su proximidad a los principales centros industriales como Ulsan y Pohang. La ciudad está conectada a las redes nacionales de ferrocarril y carretera, los cuales facilitan el tráfico industrial y turístico.

## Historia

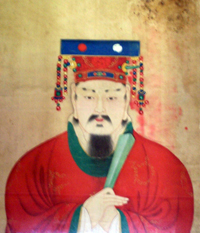
Un retrato del último rey de Silla, el rey Gyeongsun (r. 927-935). Tras rendirse al rey Taejo, Gyeongju perdió su estatus de ciudad capital.

La historia de Gyeongju está vinculada a la del reino de Silla, de la cual fue capital.  Gyengju entró a los registros no coreanos como Saro-Guk, durante el período Samhan en una era temprana.   Los registros coreanos, probablemente basados en las crónicas dinásticas de Silla, datan que Saro-Guk fue establecido en el año 57 a. C., cuando seis pueblos pequeños se unieron bajo Bak Hyeokgeose. Conforme el reino se expandía, cambió su nombre a Silla.  Durante el período de Silla, la ciudad se llamó “Seorabeol”, con “Gyerim” como capital. 
 Después de unificarse la península hasta el río Taedong  en 668 d. C., Gyengju se convirtió en el centro político y cultural de Corea.  La ciudad fue la sede de la corte de Silla y de la gran mayoría de la élite del reino. Su prosperidad se tornó legendaria, y fue mencionada en lugares tan lejanos como Persia, como lo atestigua el Libro de rutas y reinos (Ibn Khordadbeh), del s. IX.  Los registros de Samguk Yusa daban a la ciudad una población de 178.936 casas, sugiriendo que el total de la población era casi de un millón de personas. Muchos de los lugares famosos de Gyeongju datan del período de la Silla Unificada, el cual terminó en el s. IX con Goryeo (918–1392).
En 940, el fundador de Goryeo, el Rey Taejo, cambió el nombre de la ciudad a "Gyeongju", que significa "Distrito Congratulatorio". En 987, conforme Goryeo adoptaba un sistema de tres capitales adicionales en provincias políticamente importantes afuera de Gaegyeong (actualmente Kaesong), Gyeongju fue designada como "Donggyeong" ("Capital Este"). No obstante, ese título le fue retirado en 1012, el tercer año de rey Hyeongjong, por rivalidades políticas en ese momento, aunque Gyeongju fue después hecha el asiento de la provincia de Yeongnam. Tuvo jurisdicción sobre un área amplia, incluyendo gran parte del este-central de Yeongnam, aunque esta área fue reducida considerablemente en el siglo trece bajo la dinastía subsecuente de Joseon (1392–1910). Gyeongju dejó de ser nacionalmente importante, pero continuó siendo un centro regional. En 1601, la ciudad dejó de ser la capital provincial.

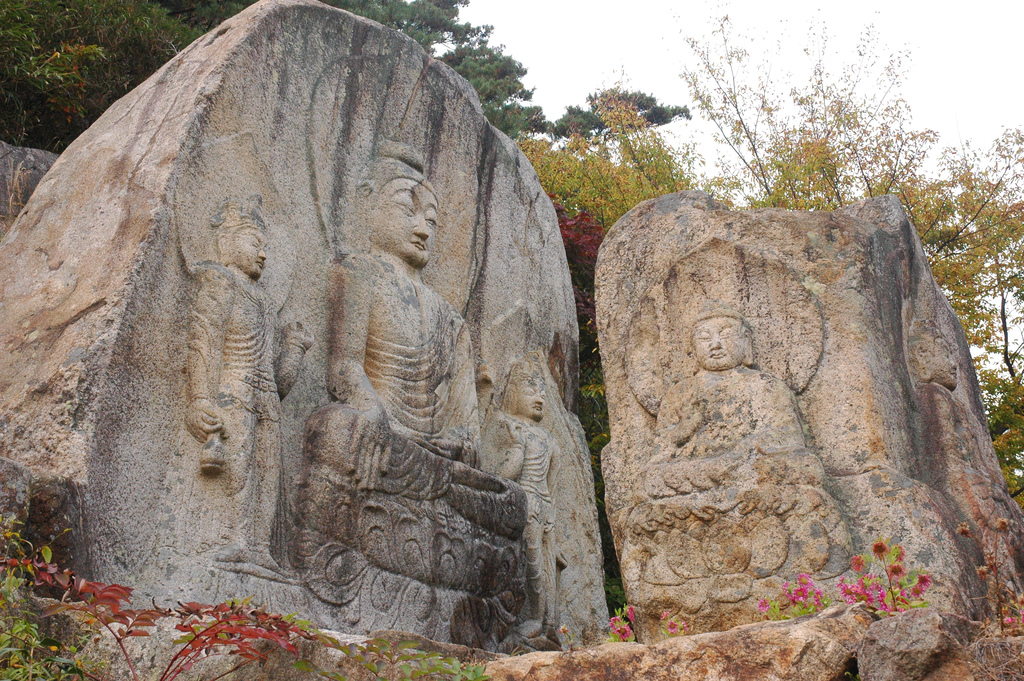
Chilbulam (Siete figuras de Buda talladas en piedra) en Namsan, Gyoengju.

A lo largo de los siglos, las reliquias de la ciudad sufrieron asaltos. En el siglo XIII, fuerzas Mongoles destruyeron una pagoda con nueve historias en Hwangnyongsa. Durante la invasión japonesa en Corea, Gyeongju se convirtió en un campo de batalla, y los japoneses quemaron las figuras de madera de Bulguksa. Sin embargo, no todo el daño se le debe a invasiones. En el período de Joseon, se causó un gran daño a esculturas budistas en Namsan por Neo-confucianos radicales.
En el siglo XX, la ciudad se mantuvo relativamente pequeña, no más grande que otras ciudades coreanas. Durante principios del siglo XX se llevaron a cabo muchas excavaciones arqueológicas, particularmente en las tumbas que se mantuvieron intactas por siglos. El Museo Nacional de Gyeongju, fue inaugurado en 1915 para exhibir los objetos encontrados.
Gyeongju emergió como nudo ferroviario en el tiempo de la ocupación japonesa, como las líneas Donghae Nambu y Jungang. Fueron establecidas para preparar la Segunda Guerra Chino Japonesa y para explotar los recursos del este de la península de Corea. Después de la liberación en 1954, Corea cayó en confusión, y Gyeongju no fue la excepción. Fueron numerosos los regresados del extranjero; se les construyó un pueblo, Dongcheon-dong. En un período marcado por conflictos y disturbios, el área de Gyeongju fue particularmente notoria por el nivel de actividad de la guerrilla en las montañas.
Aunque la guerra de Corea estalló en 1950, la mayor parte de Gyeongju fue salvaguardada de la guerra, y se mantuvo bajo el control de Corea del Sur durante el conflicto. De cualquier modo, por un corto tiempo en 1950, porciones de la ciudad se pararon en las líneas fronterizas, mientras que fuerzas norcoreanas empujaron al Perímetro de Pusan al sur de Pohang.
En los años de la década de los 70, Corea vio un sustancial desarrollo industrial, gran parte de él centrado en la región de Yeongnam, de la que Gyeongju es parte. La acería POSCO en el vecindario Pohang comenzó a funcionar en 1973, y la manufactura química emergió el mismo año. Este desarrollo ayudó a que naciera el sector de manufactura en Gyeongju.

## Geografía y Clima

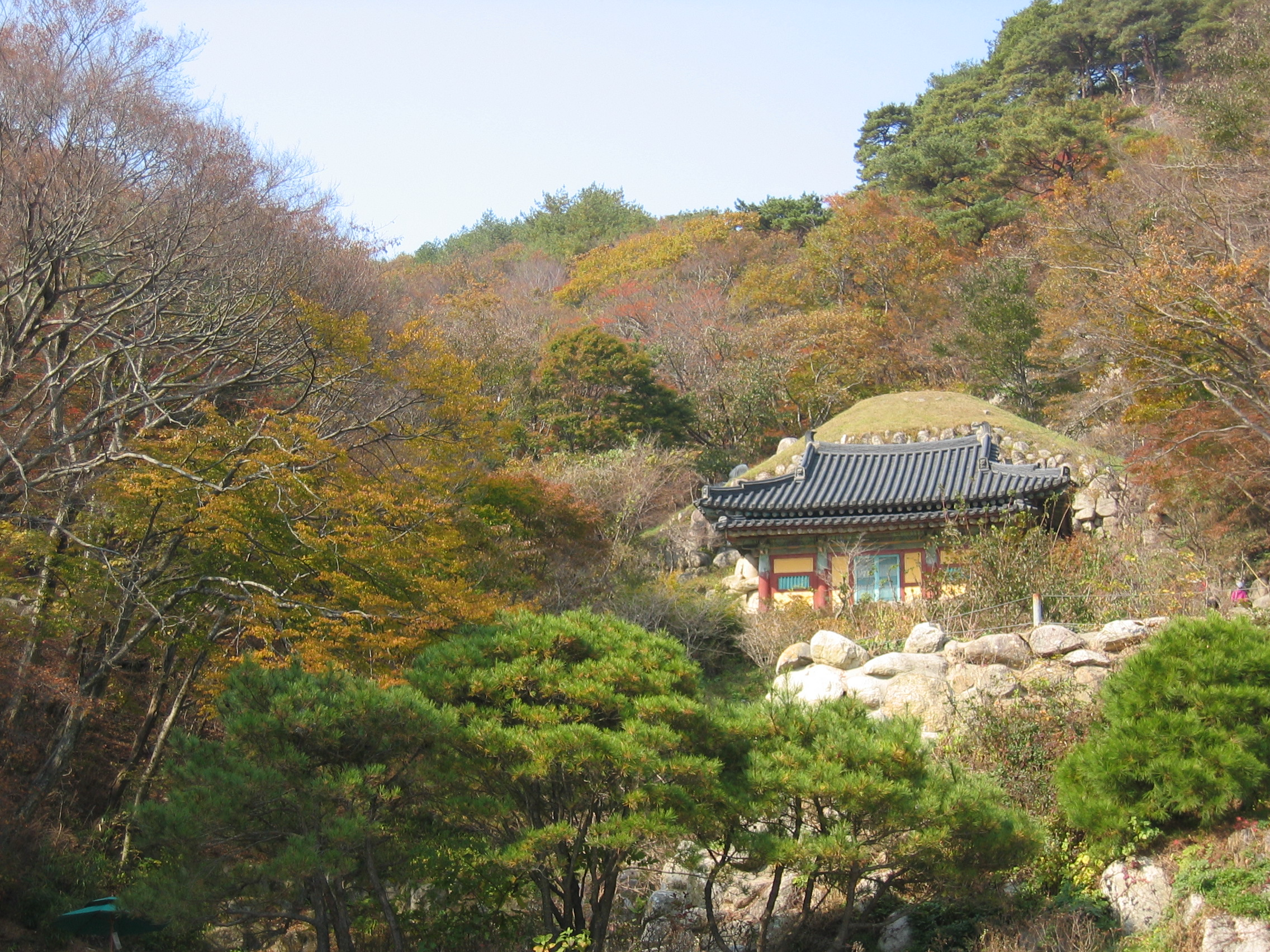
Grutas Seokguram en las bajadas de la montaña Toham.

Gyeongju se encuentra en la punta sudeste de la provincia Norte de Gyeongsang, y está delimitada por la ciudad metropolitana de Ulsan en el sur. Dentro de la provincia, entre sus vecinos se encuentra Pohang en el norte, el condado de Chongdo en el suroeste, y Yeongcheon en el noroeste. Gyeongju está localizada 50 kilómetros (31,1 mi) al norte de Busan. Al este colinda con el mar.
La mayor parte de Gyeongju consiste en la cuenca de Gyeongju, pero algunas áreas de la ciudad pertenecen a la cuenca de Pohang, como Eoil-Ri y Beomgok-ri en Yangbuk-myeon, y parte de Cheonbuk-myeon. La cuenca de Gyeongsang consiste de capas de rocas intrusivas de Bulguksa de rocas sedimentarias, principalmente granito y pórfido. En contraste, las áreas de la cuenca de Pohang están hechas de estrato que se formó en el período terciario de la Era cenozoica, el cual consiste de rocas ígneas, rocas acuáticas, pórfidos, arena y toba.
Se encuentran montañas bajas en todo Gyeongju. La más alta de estas son las montañas Taebaek, que corren a lo largo del borde oeste de la ciudad. El punto más alto de Gyeongju es la montaña Munbok (文福山),  de 1014 metros (3326,77 pies) sobre el nivel del mar. Su cima esta en Sannae-myeon, a un lado de Cheongdo Couny. Al este de Taebaek, se encuentran otras cimas del oeste como la montaña Danseok, junto con las Montañas Jusa. Las cimas del este de la ciudad incluyen la montaña Tohamsan, la cual pertenece a las montañas Haean y a las montañas Dongdae.

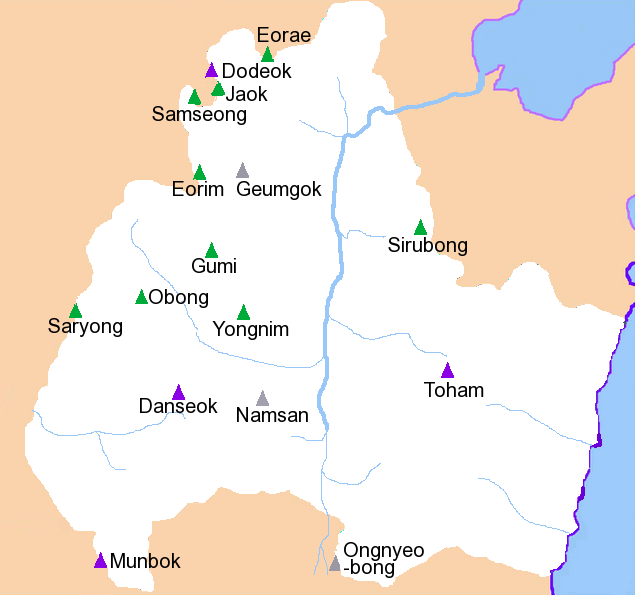
Principales montañas y patrones de drenaje de Gyeongju. Montañas de entre 500 - 700 m se marcan en verde, aquellas más altas de 700 m se marcan en morado. Las últimas tres en gris son menores a 500 m.

El drenaje de Gyeongju sigue el patrón de las líneas de las montañas. Las montañas Dongdae dividen las faldas de las montañas en su lado este, y varios sistemas de río internos en el oeste. La mayor parte del interior de la ciudad se drena por el pequeño río Hyeongsan, el cual fluye al norte desde Ulsan y se une al océano en puerto de Pohang. Afluentes principales de Hyeongsan incluyen Bukcheon y Namcheon, que se unen en la cuenca de Gyeongju. La punta sudoeste de Gyeongju, en el lado lejano de Taebaek, drena al río Geumho, el cual después fluye al río Nakdong. Una pequeña área al sur, al oeste de Dongdae, drena hacía el río Taehwa, el cual fluye a la bahía de Ulsan.
La línea costera de Gyeongju recorre 36,1 kilómetros (22,4 mi) entre Pohang en el norte y Ulsan en el sur. No hay islas o bahías grandes, solo pequeñas hendiduras hechas por pequeñas corrientes corriendo desde la línea de Dongdae. Por esto, la ciudad no tiene puertos importantes, aun cuando hay doce pequeños puertos. Un puerto en la punta sudoeste es la base de la Policía Nacional Marítima de Ulsan. Esta base es responsable de la seguridad de una amplia área de la costa centro-oriental de Corea del Sur.

### Clima
Por su ubicación con costa, Gyeongju tiene un clima ligeramente más suave y más húmedo que las regiones interiores de Corea. De cualquier modo, el clima es similar al resto del país. No tiene veranos cálidos ni inviernos fríos, con una temporada de monzón entre junio y agosto. Al igual que el resto de la costa este coreana, tiene regularmente tifones. El promedio aproximado de lluvia al año es de 1091 milímetros, y el promedio anual de temperaturas extremas es de 8,6 - 31,1 °C.
El centro histórico de Gyeongju se encuentra en Hyengsan en la cuenca de Gyeongju. Esta área ha sido punto de repetidas inundaciones en su historia, casi siempre por culpa de los tifones. En promedio, hay una inundación mayor cada 27,9 años, comenzando desde el siglo I. Mecanismos de control de inundaciones han traído una gran reducción de daños por inundaciones en el siglo XX. La última inundación grabe ocurrió en 1991, cuando el lago de Deokdong se desbordó por el Tifón Gladys.
| Datos de Clima de Gyeongju     | Datos de Clima de Gyeongju | Datos de Clima de Gyeongju | Datos de Clima de Gyeongju | Datos de Clima de Gyeongju | Datos de Clima de Gyeongju | Datos de Clima de Gyeongju | Datos de Clima de Gyeongju | Datos de Clima de Gyeongju | Datos de Clima de Gyeongju | Datos de Clima de Gyeongju | Datos de Clima de Gyeongju | Datos de Clima de Gyeongju | Datos de Clima de Gyeongju |
| Mes                            | Ene                        | Feb                        | Mar                        | Abr                        | May                        | Jun                        | Jul                        | Ago                        | Sep                        | Oct                        | Nov                        | Dic                        | Anual                      |
| ------------------------------ | -------------------------- | -------------------------- | -------------------------- | -------------------------- | -------------------------- | -------------------------- | -------------------------- | -------------------------- | -------------------------- | -------------------------- | -------------------------- | -------------------------- | -------------------------- |
| Media Alta °C (°F)             | 8,6 (47.5)                 | 11,4 (52.5)                | 13,6 (56.5)                | 18,6 (65.5)                | 24,0 (75.2)                | 25,1 (77.2)                | 26,3 (79.3)                | 31,1 (88)                  | 24,8 (76.6)                | 20,7 (69.3)                | 14,8 (58.6)                | 8,7 (47.7)                 | 18,98 (66.16)              |
| Media Baja °C (°F)             | 0,6 (33.1)                 | 2,6 (36.7)                 | 4,5 (40.1)                 | 9,0 (48.2)                 | 14,2 (57.6)                | 18,1 (64.6)                | 20,8 (69.4)                | 23,4 (74.1)                | 19,2 (66.6)                | 13,0 (55.4)                | 5,5 (41.9)                 | −1,7 (28.9)                | 10,77 (51.38)              |
| Precipitación en mm.(pulgadas) | 16,3 (0.642)               | 68,9 (2.713)               | 64,6 (2.543)               | 43,0 (1.693)               | 92,2 (3.63)                | 114,0 (4.488)              | 223,7 (8.807)              | 183,0 (7.205)              | 326,6 (12.858)             | 50,1 (1.972)               | 0,3 (0.012)                | 38,8 (1.528)               | 1.221,5 (48.091)           |
| [cita needed]                  |                            |                            |                            |                            |                            |                            |                            |                            |                            |                            |                            |                            |                            |

## Gobierno

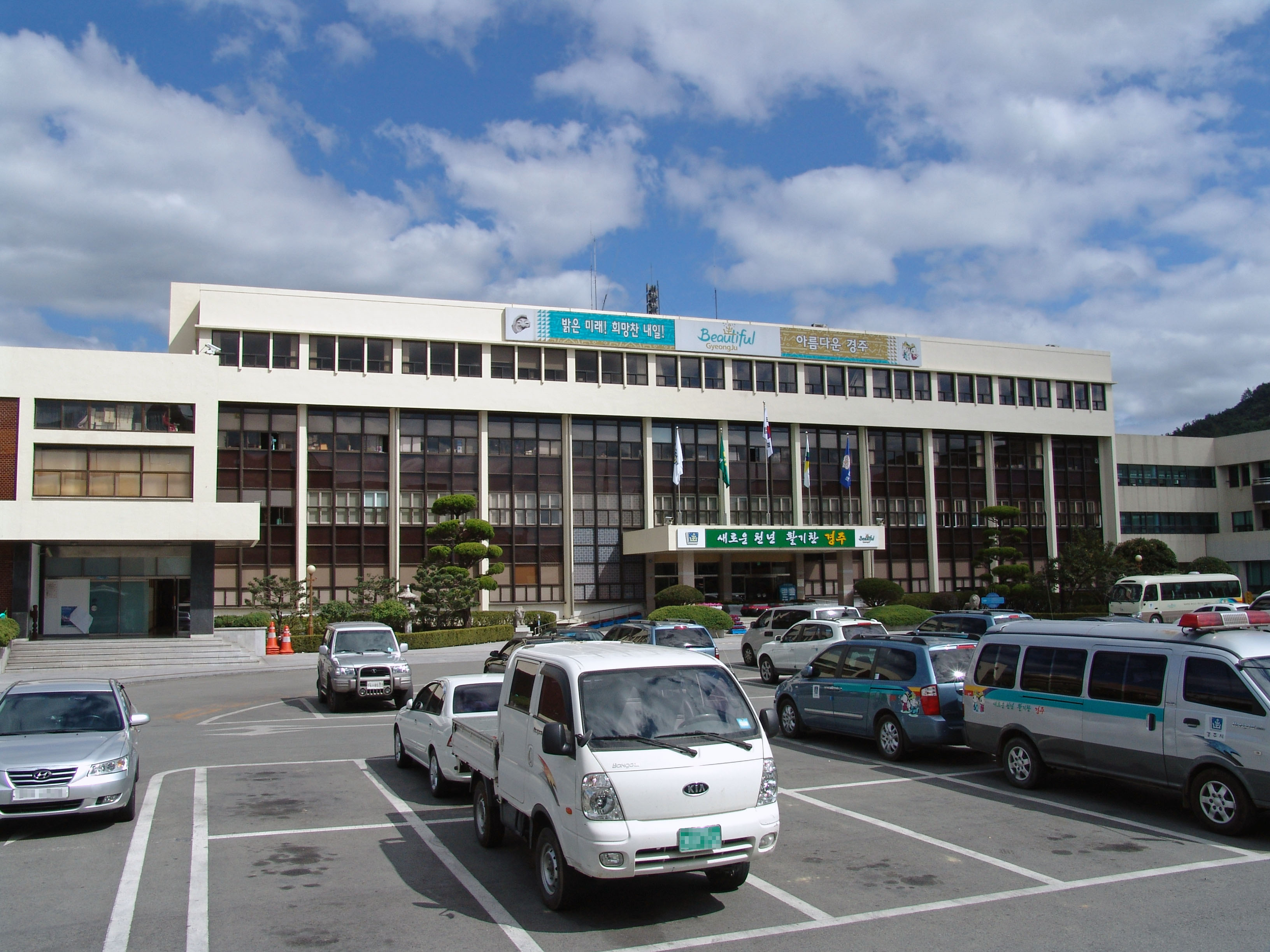
Sede del Ayuntamiento de Gyeongju en Dongcheon-dong.

El poder ejecutivo de Gyeongju está encabezado por un alcalde. Al igual que otras ciudades surcoreanas, el Alcalde es elegido directamente. En 2010, el alcalde es Cho Yang-sik, quien se hizo del cargo el 1 de julio, del 2010 tras ganar la elección local el 2 de junio de ese mismo año. Él es el quinto alcalde elegido democráticamente, el sexto para presidir la ciudad en su forma actual, y el 31.er alcalde desde 1955. Como la mayoría de los gobernantes de la región de Yeongnam, es un miembro del partido conservador "Gran Fiesta Nacional" (한나라당, Hannara-dang).
La rama legislativa consiste en un Ayuntamiento, con 21 miembros a partir del 2009. El ayuntamiento actual fue formado por el antiguo ayuntamiento con el ayuntamiento de Wolseong County en 1991. La mayoría de las subdivisiones de Gyeongju eligen a un representante para que los represente en el ayuntamiento, excepto Angang-eup, pues lo representa dos miembros por su gran población y dos representantes funcionan para distritos combinados como en el caso de dos dong. Al igual que el alcalde, el ayuntamiento fue elegido en 2006, excepto por algunos que fueron recientemente electos.
La administración central está compuesta por un comité de ayuntamiento, cinco departamentos, dos órganos subsidiarios, una cámara (un auditor) y seis oficinas de negocios. Los cinco departamentos son departamentos de planeamiento y Cultura, Administración autónoma, Industria y Medio ambiente, Construcción y Trabajos públicos, y el comité nacional de Empresas; estos vigilan un total de 29 subdivisiones. Los dos órganos subsidiarios son los Centros de Cuidado y Salud y Agrotecnología; estos le pertenecen directamente a la administración central y tienen un total de cuatro subdivisiones. Además, hay 23 subdivisiones administrativas locales. Cada una de estas tienen una oficina local y un equipo administrativo.  Hasta diciembre de 2008, tenían empleadas a 1.462 personas.

## Subdivisiones
La ciudad está dividida en 23 distritos administrativos: 4 eup, 8 myeon, y 11 dong. Estas son las subdivisiones regulares de ciudades y condados en Corea del Sur. Los dong o vecindarios ocupan el área del centro de la ciudad, los cuales eran originalmente ocupados por Gyeongju-eup. Eup son sustancialmente pueblos, donde myeon son más rurales.
Los límites de la ciudad y sus designaciones cambiaron varias veces en el siglo XX. De 1895 a 1955, el área era conocida como Gyeongju-gun ("Condado Gyeongju"). En las primeras décadas del siglo, el centro de la ciudad era conocido como Gyeongju-myeon, significando relativamente un área rural. En 1931, el centro fue designado como Gyeongju-eup, en reconocimiento a su incremento de naturaleza en área urbana. En 1955, Gyeongju-eup se convirtió en Gyeongju-si ("Ciudad Gyeongju"), el mismo nombre actual, únicamente con un territorio menor. El sobrante de Gyeongju-gun se convirtió en "Wolseong County". El condado y la ciudad fueron reunidos en 1995, creando la ciudad que hoy se conoce como Gyeongju.
| Mapa | #              | Lugar  | Población (2007) | Casas | Área ㎢ | #               | Lugar  | Población | Casas | Área ㎢ |
| --- | -------------- | ------ | ---------------- | ----- | ------- | --------------- | ------ | --------- | ----- | ------- |
| Map of the coastal district previously mentioned. Its center, covering about a sixth of the area, is divided into 11 subdivisions. The surrounding regions are divided into eight subdivisions in a different color. The rest, four subdivisions in a third color, are scattered to the northeast, west, southeast and east respectively. |                |        |                  |       |         |                 |        |           |       |         |
| 1 | Sannae-myeon   | 3561   | 1779             | 142,6 | 13      | Seondo-dong     | 13.813 | 2.831     | 28,0  |         |
| 2 | Seo-myeon      | 4773   | 1779             | 52,1  | 14      | Seonggeon-dong  | 18.378 | 7.562     | 6,4   |         |
| 3 | Hyeongok-myeon | 16 829 | 5726             | 55,7  | 15      | Hwangseong-dong | 29.660 | 9.415     | 3,8   |         |
| 4 | Angang-eup     | 33 802 | 12 641           | 138,6 | 16      | Yonggang-dong   | 15.959 | 5.244     | 5,1   |         |
| 5 | Gangdong-myeon | 8834   | 3659             | 81,4  | 17      | Bodeok-dong     | 2.296  | 977       | 81,0  |         |
| 6 | Cheonbuk-myeon | 6185   | 2328             | 58,2  | 18      | Bulguk-dong     | 9.001  | 3.722     | 37,4  |         |
| 7 | Yangbuk-myeon  | 4535   | 2026             | 120,1 | 19      | Hwangnam-dong*  | 8.885  | 3.875     | 20,5  |         |
| 8 | Gampo-eup      | 7099   | 3084             | 44,9  | 20      | Jungbu-dong     | 7.003  | 3.022     | 0,9   |         |
| 9 | Yangnam-myeon  | 7131   | 2941             | 85,1  | 21      | Hwango-dong*    | 10.225 | 4.283     | 1,5   |         |
| 10 | Oedong-eup     | 19 006 | 6965             | 109,8 | 22      | Dongcheon-dong  | 26.721 | 9.228     | 5,3   |         |
| 11 | Naenam-myeon   | 6142   | 2526             | 122,1 | 23      | Wolseong-dong   | 6.522  | 4.842     | 31,4  |         |
| 12 | Geoncheon-eup  | 11 217 | 4533             | 92,4  |         |                 |        |           |       |         |

| \| Eup \| Myeon \| Dong \| | *Cifras basadas en datos de residentes registrados proporcionados por oficinas del gobierno local. |      |
| Eup                        | Myeon                                                                                              | Dong |

## Demografía
Cuando el reino de Silla alcanzó la cúspide de su desarrollo, Gyeongju se estima que tenía un millón de residentes, cuatro veces la población de 2008. En años recientes, Gyeongju ha seguido las mismas tendencias que han afectado al resto de Corea del sur. Al igual que todo el país, Gyeongju ha visto a su población crecer y al tamaño de las familias encoger. Por lo mismo, la media de personas en una casa es de 2,8 personas. Porque esto ha caído en los años reciente, hay más casas en la ciudad en 2008 (105 009) que en el año 2003, aunque la población haya decrecido.
Como la mayoría de las ciudades pequeñas de Corea del Sur, Gyeongju ha visto una caída constante en la población en los últimos años. Del 2002 al 2008, la ciudad perdió 16 557 personas. Esto es primeramente debido a la migración de los trabajadores buscando empleo en las ciudades grandes de Corea del Sur. En 2007, cerca de 1957 personas se mudaron de la ciudad cada año que las que se mudaron a esta. Durante el mismo período, los nacimientos fueron mayores que las muertes apenas por 450 por año, un número significativo pero no suficiente para abastecer las pérdidas por la migración.
Gyeongju tiene un pequeño crecimiento de población de extranjeros. En 2007, había 4.671 extranjeros viviendo en Gyeongju. Esta cifra corresponde al 1,73% del total de la población, más del doble de los que había en el 2003. El crecimiento de extranjeros es principalmente de inmigrantes de otros países asiáticos, muchos de los cuales fueron empleados en la industria automotriz. La lista de países de origen de estos inmigrantes incluye Filipinas, China, Taiwán, Indonesia y Vietnam. La cantidad de residentes de Japón, Estados Unidos y Canadá cayó significativamente en el período 2003 – 2007. 

### Dialecto
La ciudad tiene un dialecto distintivo que comparte con la parte norte de Ulsan. Este dialecto es similar al dialecto en general de Gyeongsang, pero retiene características propias. Algunos lingüistas han tratado las características distintivas del dialecto de Gyeongju como vestigios del lenguaje de Silla. Por lo tanto, el contraste entre el dialecto local de "소내기" (sonaegi) y el común "소나기" (sonagi, significando "aguacero"), se ve como reflejo del antiguo carácter fonético del lenguaje de Silla.

## Cultura y gente

### Propiedades culturales

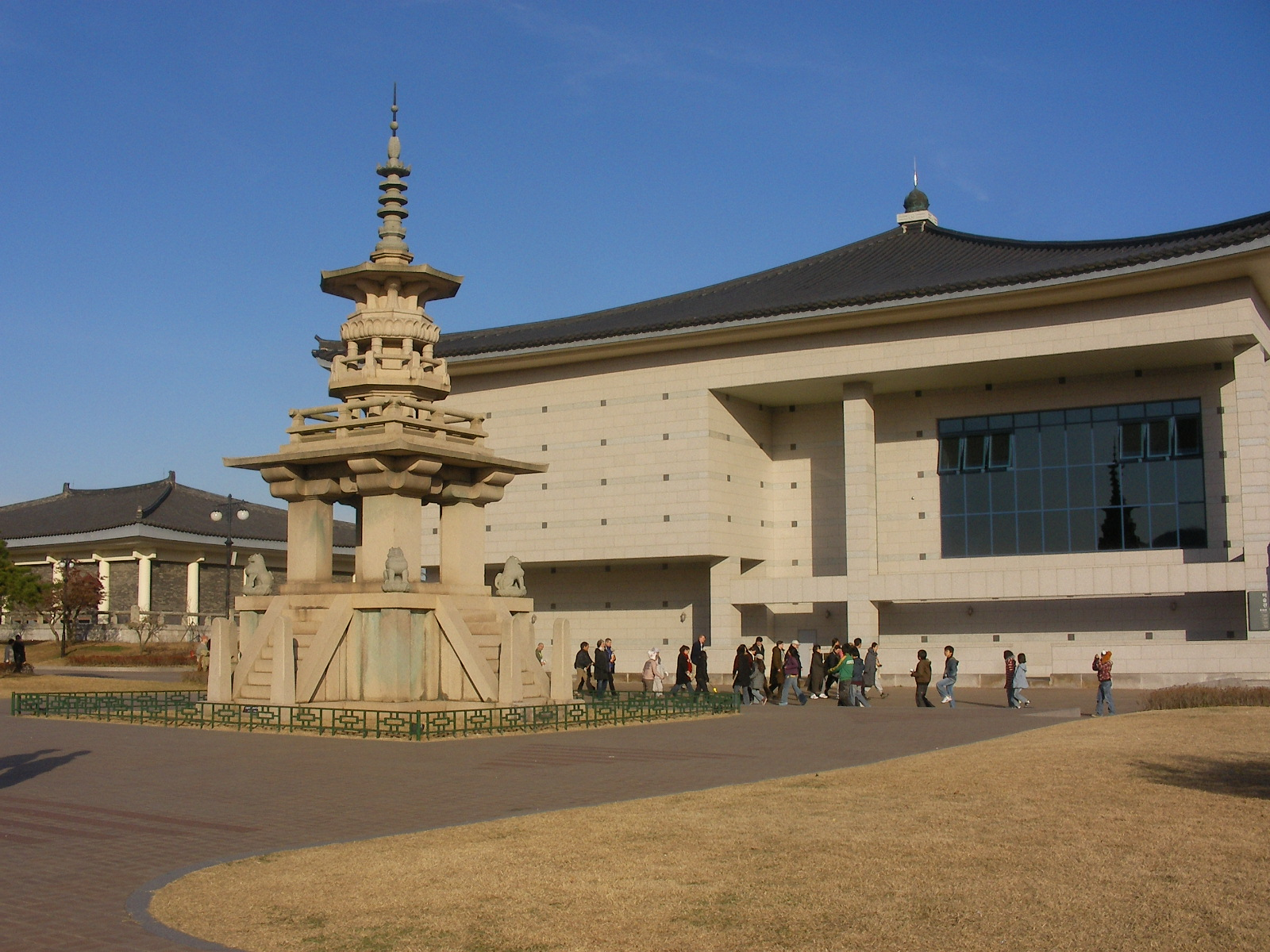
Museo Nacional de Gyeongju

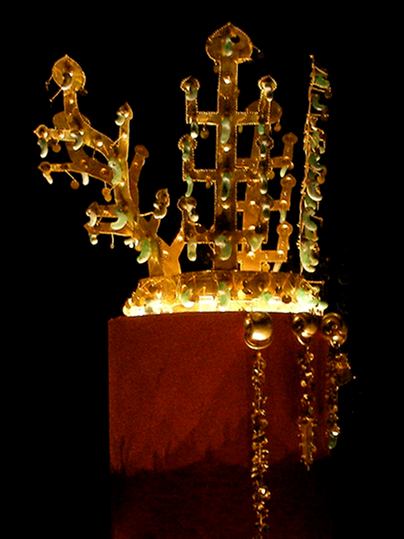
Corona de oro de Silla, excavada de Hwangnamdaechong.

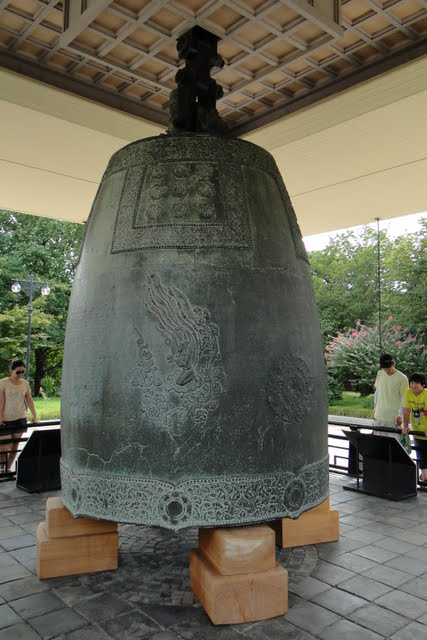
Divina Campana del Rey Seongdeok

Gyeongju es el principal destino en Corea del Sur para visitantes interesados en la herencia cultural de Silla y de la arquitectura de la dinastía Joseon (1392-1910). La ciudad tiene 31 tesoros nacionales, y el Museo nacional de Gyeongju guarda 16,333 artefactos. Hay cuatro categorías de reliquias y sitios históricos: Tumuli y sus objetos; Sitios Budistas y objetos; Fortalezas y sitios del palacio; y arquitectura antigua. La prehistoria permanece incluyendo cerámica, excavada en el centro de Gyeongju, en los pueblos Moa-ri y Oya-ri del distrito de Cheonbuk-myeon y Moa-ri. Las reliquias de la edad de bronce encontradas en el pueblo Angye-ri de Gangdong-myeon, Jukdong-ri y lpsil-ri de Oedong-eup y cementerios en el distrito Jukdong-ri representan el período de Samhan cerca del siglo I a. C. al siglo|III|d|s}}
Hay 35 tumbas reales y 155 túmulos en Gyeongju central, y 421 túmulos en las afueras de la ciudad. Los túmulos de Silla construidos después del período de los Tres Reinos se encuentran en Gyeongju Central, incluyendo túmulos en los distritos Noseo-dong, Nodong-dong, Hwangnam-dong, Hwango-dong e Inwang-dong. En el oeste Gyeongju está la tumba del Rey Muyeol en Seoak-dong, cerca del túmulo de Chunghyo-dong y la tumba de Kim Yu-sin. Las tumbas de la Reina Seondeok, Rey Sinmun, Rey Hyogong y el Rey Sinmu están en la base de la montaña Namsan mientras que las tumbas del Rey Heongang, Rey Jeonggang, Rey Gyeongmyeong y Rey Gyeongae están en las faldas de las montañas. Además de las tumbas, los túmulos se han encontrado a los alrededores de la montaña Namsan y en la parte oeste de la montaña Geumgang. Artefactos excavados de las tumbas de Geumgwanchong (tumba de la corona de oro), Seobongchong (tumba fénix oeste), Cheonmachong (tumba del caballo celestial) y las partes norte y sur de la tumba n.º 98 son buenos ejemplos de la cultura de Silla.

### Personas notables

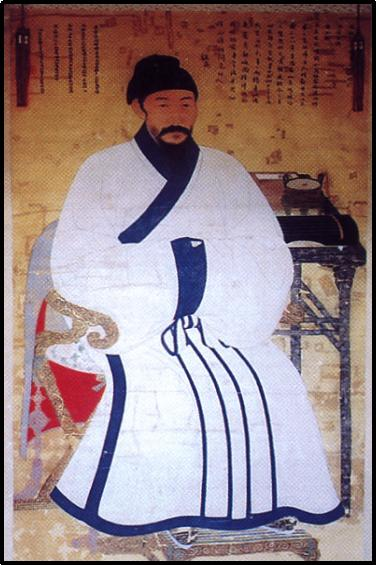
Yi Je-hyun (1287–1367), un erudito Neo-Confucionista Coreano de Gyeongju.

Gyeongju ha producido personas notables a través de su historia. Como la capital de Silla, Gyeongju fue el centro de cultura en sus mejores días.
 Personajes notables como residentes en el periodo de Silla incluye a la mayoría de las figuras líderes del reino, no solo gobernantes pero eruditos como Seol Chong y Choe Chi-won. y generales como Kim Yusin, el líder de los guerreros Hwarang. La ciudad continuó contribuyendo al pensamiento Coreano tradicional en las dinastías subsecuentes. Parientes de Choe-Chi-won como Choe Eon-wui y Choe Hang jugaron un papel importante en el establecimiento la estructura del Goryeo temprana. En el periodo de Joseon, Gyeongju se unió al resto de Gyeongsang en convertirse en un caldo de cultivo de la facción conservadora Sarim. Miembros notables de Gyeongju de esta facción incluían al intelectual del siglo XV Yi Eon-jeok. Él ha sido consagrado en Oksan Seowon desde 1572. En tiempos modernos, la ciudad ha producido escritores como Kim Dong-ni y Park Mok-wol, quienes se encargaron de popularizar la cultura de esta región, así como Choe Jun, un empresario adinerado que estableció la Fundación de la Universidad de Yeungnam.
Algunas familias coreanas trazan sus orígenes a Gyeongju, casi siempre a familias elite de Silla. Por ejemplo, el clan Kim de Gyeongju reclama descendencia de los gobernantes de Silla. Los clanes Park y Seok de Gyeongju trazan una ascendencia a los gobernantes de Silla aún más antiguos. Estos tres clanes reales jugaron un papel importante preservando los alrededores históricos en los tiempos modernos. Los clanes Choe y Lee de Gyeongju también trazan una ascendencia a las familias elite de Silla. Miembros importantes del clan Lee incluyen al erudito de Goryeo, Yi Je-hyeon, y eruditos de Joseon Yi Hwang y Yi Hang-bok. Una figura contemporánea importante del clan Lee es Lee Byung-chull, el fundador de Samsung. De cualquier modo, no todos los clases de Gyeongju datan al periodo de Silla; por instancia, el clan Bing fue fundado en el periodo de la dinastía Joseon.

### Religión
La ciudad sigue siendo un centro importante para el budismo coreano. Al este del área del centro está Bulguksa, uno de los templos budistas coreanos más grandes; cerca está Seokguram, un famoso budista consagrado. Locaciones tradicionales para rezar se encuentran en las montañas a través Gyeongju. Dichas montañas incluyen Namsan, Danseok-san y Obong-san en el este, y Hyeong-san en el borde con Gyeongju-Pohang.  En particular, Namsan es frecuentemente mencionada como “la montaña sagrada” por sus santuarios budistas y las estatuas que cubren las laderas de las montañas. Además, Gyeongju es donde nació el Cheondogyo, una religión indígena coreana basada en el chamanismo coreano, taoísmo y budismo, con elementos tomados del cristianismo. Está religión se ha desarrollado a partir de las disciplinas establecidas en la doctrina Donghak por su fundador Choe Je-u. El lugar de nacimiento de Yongdamjeong, localizado en Hyeongok-myeon, es custodiado como un lugar sagrado para los seguidores del Cheondogyo.

### Cocina

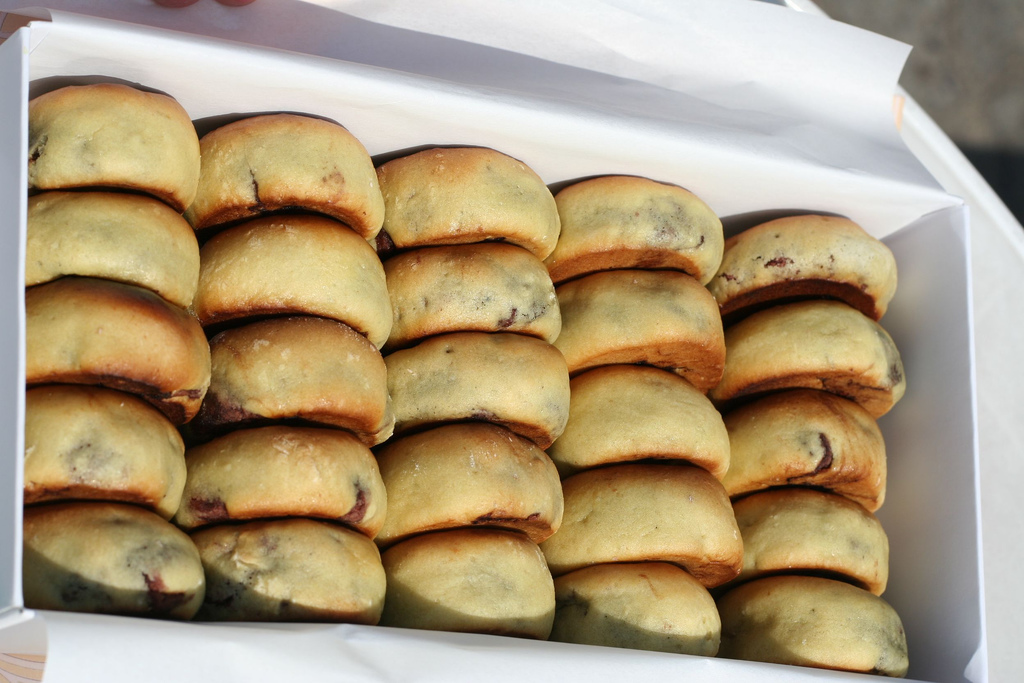
Pan de Gyeongju.

La cocina de Gyeongju es generalmente la típica cocina de cualquier parte de la provincia de Gyeongsang: salada y picante. Como sea, tiene sabores distintos de acuerdo a la región y algunas especialidades locales conocidas en todo el país. La más famosa de estas es el pan de Gyeongju o pan de Hwangnam, una pasta de alubias ojas cocinada por primera vez en 1939 y ahora vendida por todo el país. El platillo Chalboribbang, hecho con cebada glutinosa, es también una pasta con alubias rojas. Entre las
especialidades locales con un cierto pedigrí incluyen el beopju, un licor coreano producido por el Gyeongju Choe en
Gyo-dong. La habilidad de crear licores y destilas fueron designados como
propiedades culturales intangibles por gobierno de Corea del Sur.

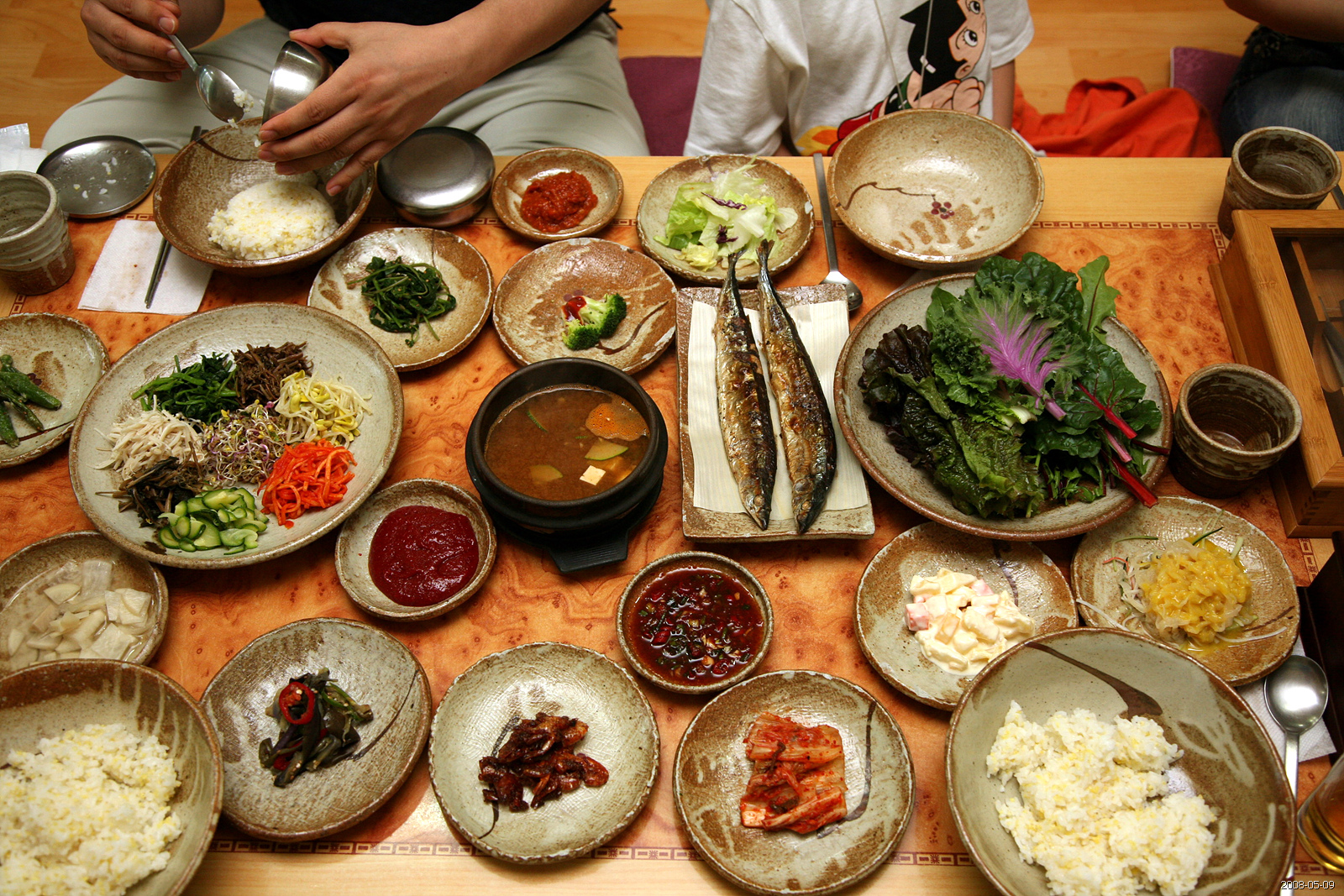
Ssambap, un platillo de arroz servido con hojas de vegetales, varias guarniciones y condimentos.

Otras especialidades locales incluyen ssambap, haejangguk y muk. Ssambap se refiere a un platillo de arroz servido con hojas de vegetales, varios banchan y condimentos como gochujang o ssamjang para servirse juntos. La mayoría de los restaurantes de ssambap en
Gyeongju están en el área de Daenuengwon o en el gran Parque de Tumultos. Haejangguk es un tipo de sopa que se come como cura para la resaca, y significa “sopa para calmar la resaca”. Una calle dedicada a haejangguk está localizada a un lado del Museo Nacional de Gyeongju, donde hay veinte restaurantes. Se reúnen para servir este platillo. Esta sopa está hecha hirviendo soja, rodajas de memilmuk, kimchi y sargazos en un caldo claro de anchoveta seca y abadejo de Alaska.
El distrito este de Gyeongju, Gampo-eup, es adyacente al mar, por lo que mariscos frescos y jeotgal son abundantes. Hay cerca de 240 restaurantes de mariscos en el puerto Gampo, que ofrecen varios platillos hechos mariscos pescados en el océano, como el hoe, jeonboktang, mariscos freídos, entre otros.

## Deportes

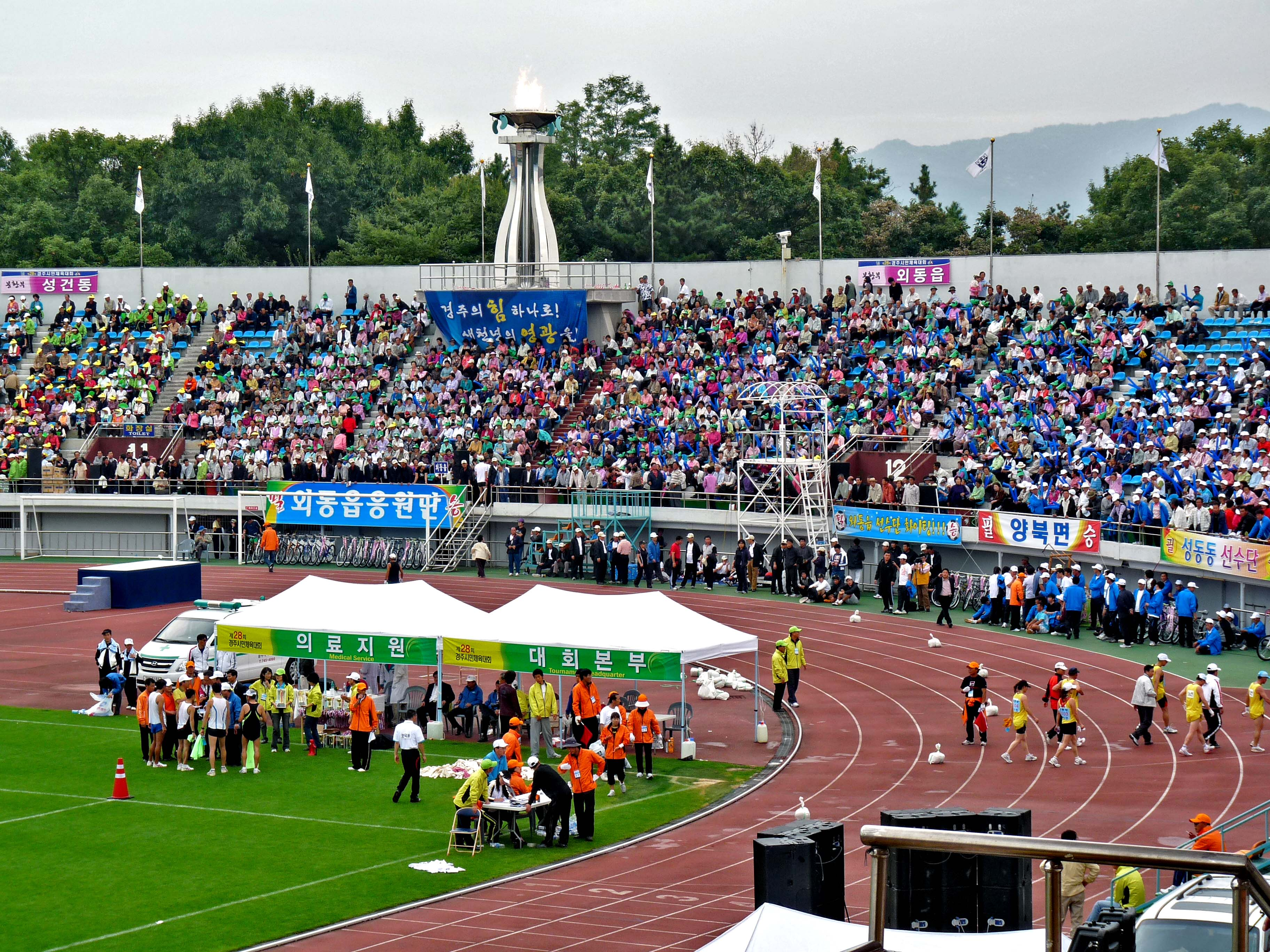
Ciudadanos de Gyeongju en 2008, en el Festival de Atletas en el Estadio Público de Gyeongju.

En 2007, Gyeongju tenía dos estadios, dos salas de deportes, dos pistas de tenis, una piscina y otras instalaciones públicas para practicar deportes, así como varios lugares privados para practicar ciertos deportes.
Muchos de los lugares públicos para practicar deportes están en el Parque Hwangseong con un área de 1 022 350 m², incluyendo un bosque de pinos. El lugar era originalmente la locación del bosque artificial de Doksan, el cual fue establecido para propósitos de feng shui durante el periodo de Silla. También se usó para entrenar a los guerreros hwrang y como punto de caza para los reyes de Silla, y se registró como el lugar favorito del Rey Jinpyeong. Desde 1975, el parque Hwangseong ha sido designado como “el parque vecindario” y actualmente consiste del Estadio Público de Gyeongju, parque de fútbol con siete canchas de fútbol y un gimnasio, así como un campo Horimjang para gukgung o para arquería coreana tradicional y un anillo de luchas ssireum. Además tiene un campo “gateball”, una pista de patinaje, clases de atletismo y rutas de ciclismo. El Estadio Público de Gyeongju fue completado en 1982 y tiene un aforo de 20.000 personas.
El Estadio de Hockey Angan, localizado en el distrito Angang-eup, is la casa del Hockey de
Gyeongju, que es una de las cuatro canchas profesionales para equipos femeninos en Corea del Sur. El equipo se
formó en 1944, y es dirigido por la División de Deportes y Juventud de la ciudad de Gyeongju. Aunque no empezó siendo un equipo exitoso, el equipo de Hockey de Gyeongju ganó los primeros trofeos en la División nacional de campeonatos de Hockey y El Festitval Nacional de Deportes en el 2000. En el 2002, ganan un primer premio y tres segundos premios, y en 2008,
el equipo ganó primer premio en el 51.er campeonato de la división nacional de hockey.
La ciudad es sede de dos eventos de maratón anuales. El Maratón Internacional de Gyeongju, que se lleva a cabo en octubre, conlleva un nivel de competición élite, mientras que el Maratón Flor de Cerezo de Gyeongju está dirigido para la diversión de novatos. Este maratón se celebra anualmente desde 1922, normalmente en abril para mejorar relaciones con Japón (un país con una larga historia corriendo maratones). La carrera, patrocinada principalmente por la ciudad de Gyeongju y el distrito, atrajo a 13.600 participantes en el 2009, incluyendo cerca de 1.600 extranjeros.

## Economía

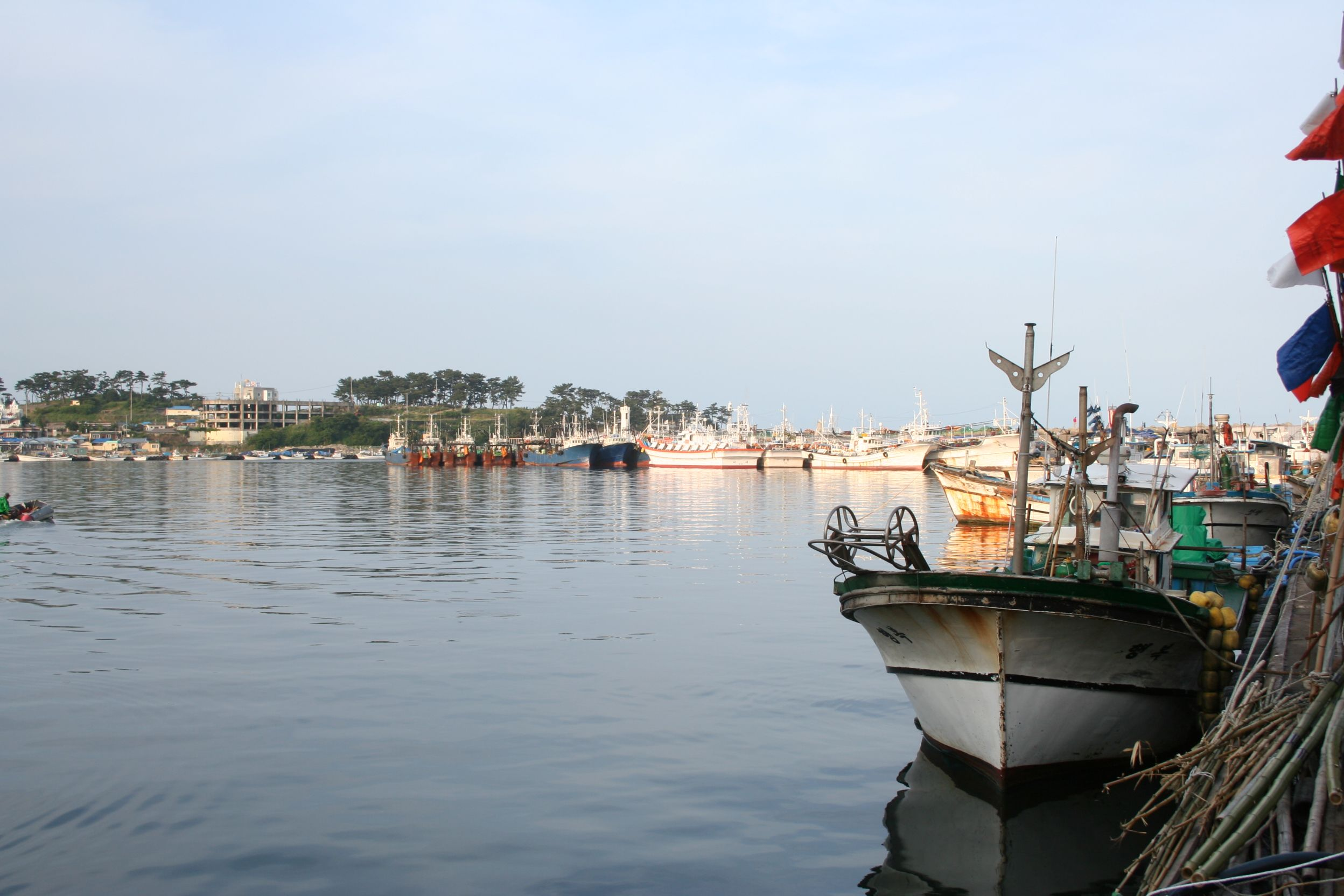
Puerto Gampo

La economía de Gyeongju es más diversa de lo que la imagen de la ciudad podría sugerir. Aunque el turismo es importante para su economía, la mayor parte de los residentes trabajan en otros campos. Alrededor de 27.000 son empleados en la manufactura comparados con 13.500 en la industria de hospitales. El número de personas trabajando en el turismo se ha mantenido constante en los años recientes, mientras que sector de manufactura ha añadido cerca de 6.000 empleos desde 1999 a 2003. El sector de manufactura está estrechamente vinculado con las ciudades cercanas, utilizando los enlaces de tránsito de Gyeongju con Ulsan, Pohang y Daegu. Al igual que en Ulsan y Daegu, la industria de automóviles juega un papel importante en su economía. De los 1.221 negocios incorporados en Gyeongju, casi un tercio están involucrados en la manufactura de partes de carros.
La pesca tiene lugar en las zonas costeras, especialmente en Gampo-eup, en el noreste de la ciudad, con 436 embarcaciones de pesca registradas en la ciudad. La industria de la pesca en Gyeongju está generalmente en estado disminuido por sus inconvenientes condiciones con respecto al transporte y falta de facilidades para transportarse. Gran parte de la pesca de los botes va directamente del puerto a los restaurantes de mariscos de Gyeongju. Principalmente llegan papardas, anchoas, los rayos cosechados y un pequeño número de cultivo de abulón y wakame también tienen lugar. Las especialidades locales incluyen Myeolchijeot (anchoa fermentada), oreja de mar, wakame y calamar.
169,57 km

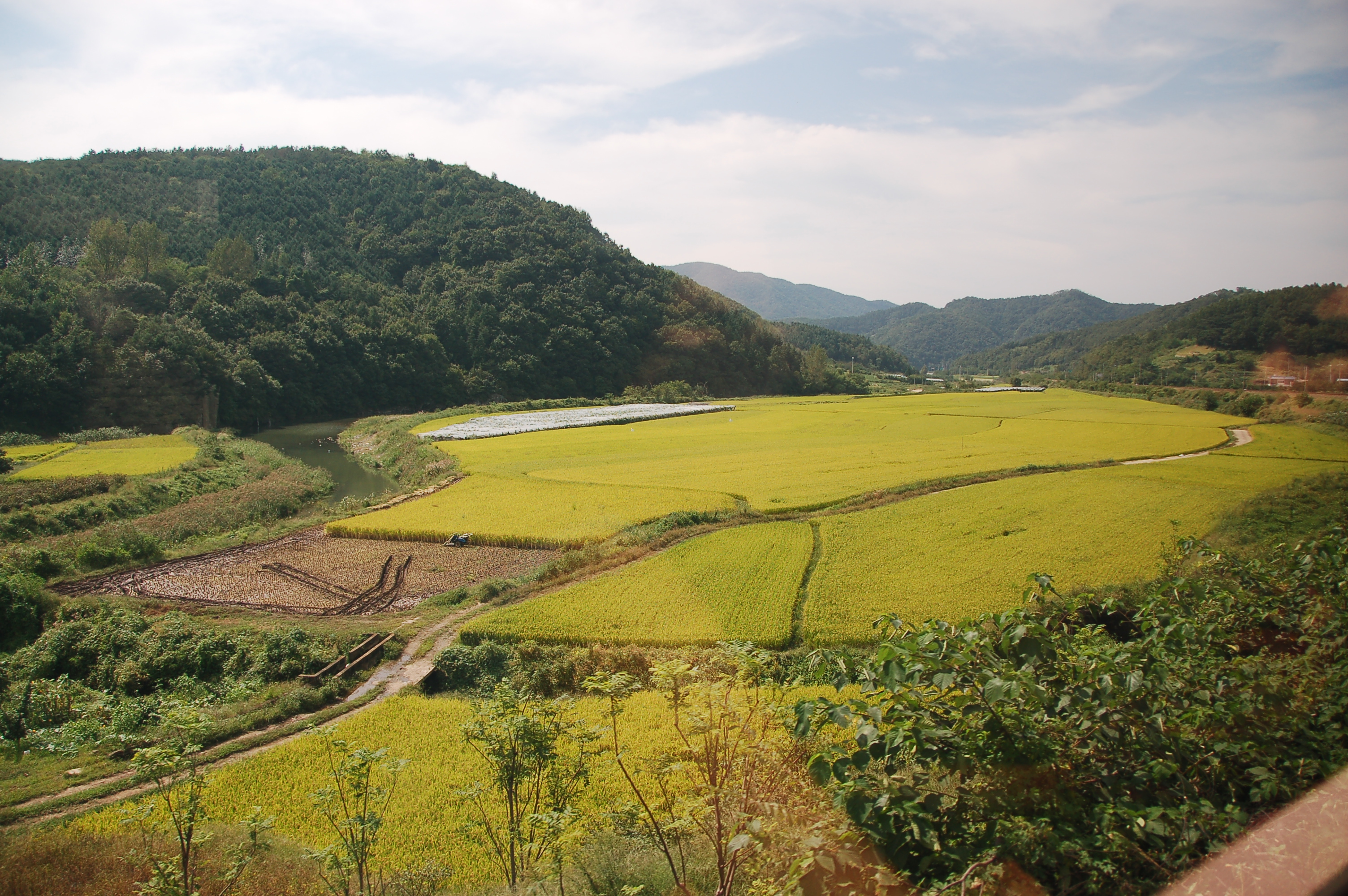
Campos de arrozal en Gyeongju

²  que es el 70% de la superficie total cultivada de 24 359 km ². Dejando 74,02 km² de campos para otros cultivos y granjas. La producción de cultivo está centrada en las cuencas del río fértil junto al río Hyeongsan. Los principales cultivo son arroz, cebada,
frijoles y maíz. Vegetales como el daikon y el col napa y las frutas también son cultivos importantes. Las manzanas son principalmente producidas en los
distritos de Geoncheon-eup, Gangdong-myeon y Angang-eup. La pera coreana es
cultivada en Geoncheon-eup y Angang-eup. La ciudad juega un papel líder en la
producción doméstica de hongos y carne de res. Los champiñones son enlatados en
Geoncheon-eup y posteriormente exportados. La superficie cultivada y el número de hogares que participan en la agricultura cada vez disminuyen más.
En la ciudad también hay actividad extractiva, con 46 minas y canteras en Gyeongju. La mayoría extrae caolín, fluorita y agalmatolita Y
el caolín es exportado.
Como la

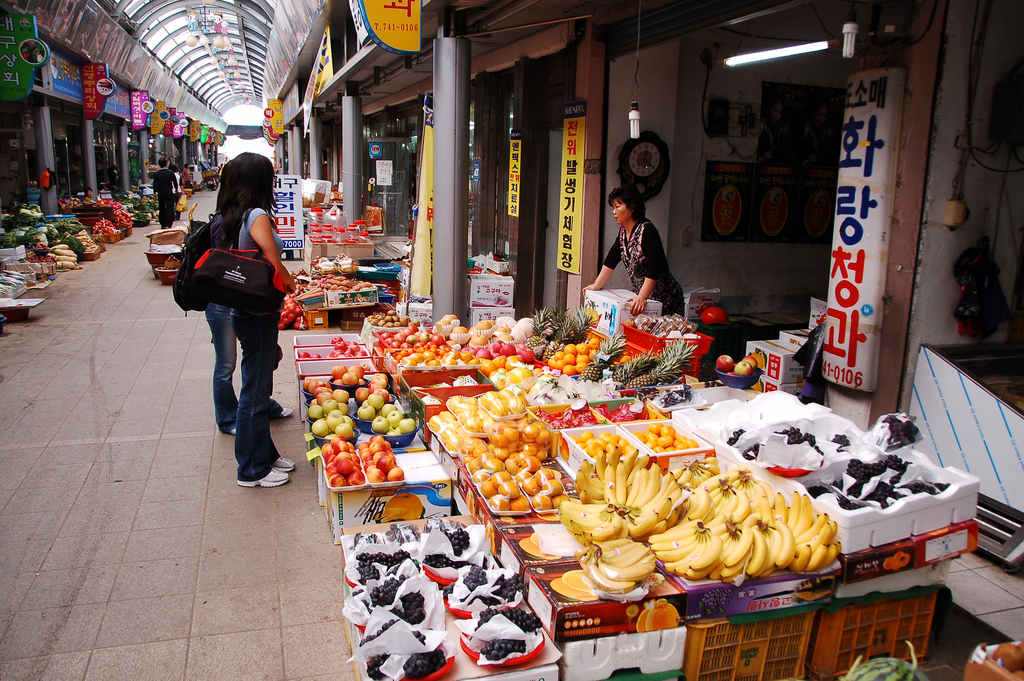
Una frutería en el mercado Seongdong

capital de Silla, el comercio e intercambios en Gyeongju se desarrollaron de un
principio. Samguk Sagi tiene
registros del establecimiento de Gyeongdosi
(mercado capital del área) en marzo, 490, durante el reinado del Rey Soji, y Dongsi (Mercado Este) en 509, durante el
reinado del Rey Soji. En los años de 1830, Gyeongju tuvo cinco mercados de
cinco días funcionando hasta poco después de 1920. Por su tamaño, Gyeongju
Bunaejang  (Mercado del pueblo de
Gyeongju) fue conocido como uno de los dos mercados principales en Yeongnam,
junto con Daegu
Bunaejang. El transporte desarrollado en el periodo posterior durante la
ocupación japonesa, la línea de Jungang y Daegu y la ruta que los conecta entre
sí con Pohang y noroeste donde Japón se estableció, llevó al incremento y
desarrollo del comercio. Después de la década de 1960, algunos mercados temporales se transformaron en mercados establecidos mientras la ciudad florecía. En los mercados temporales, se comercia con productos agrícolas, marinos, industriales, del hogar, hierbas y ganados. En 2006, Gyeongju
tenía ocho mercados regulares, nueve mercados temporales y una tienda departamental de Gyeongju.

### Turismo

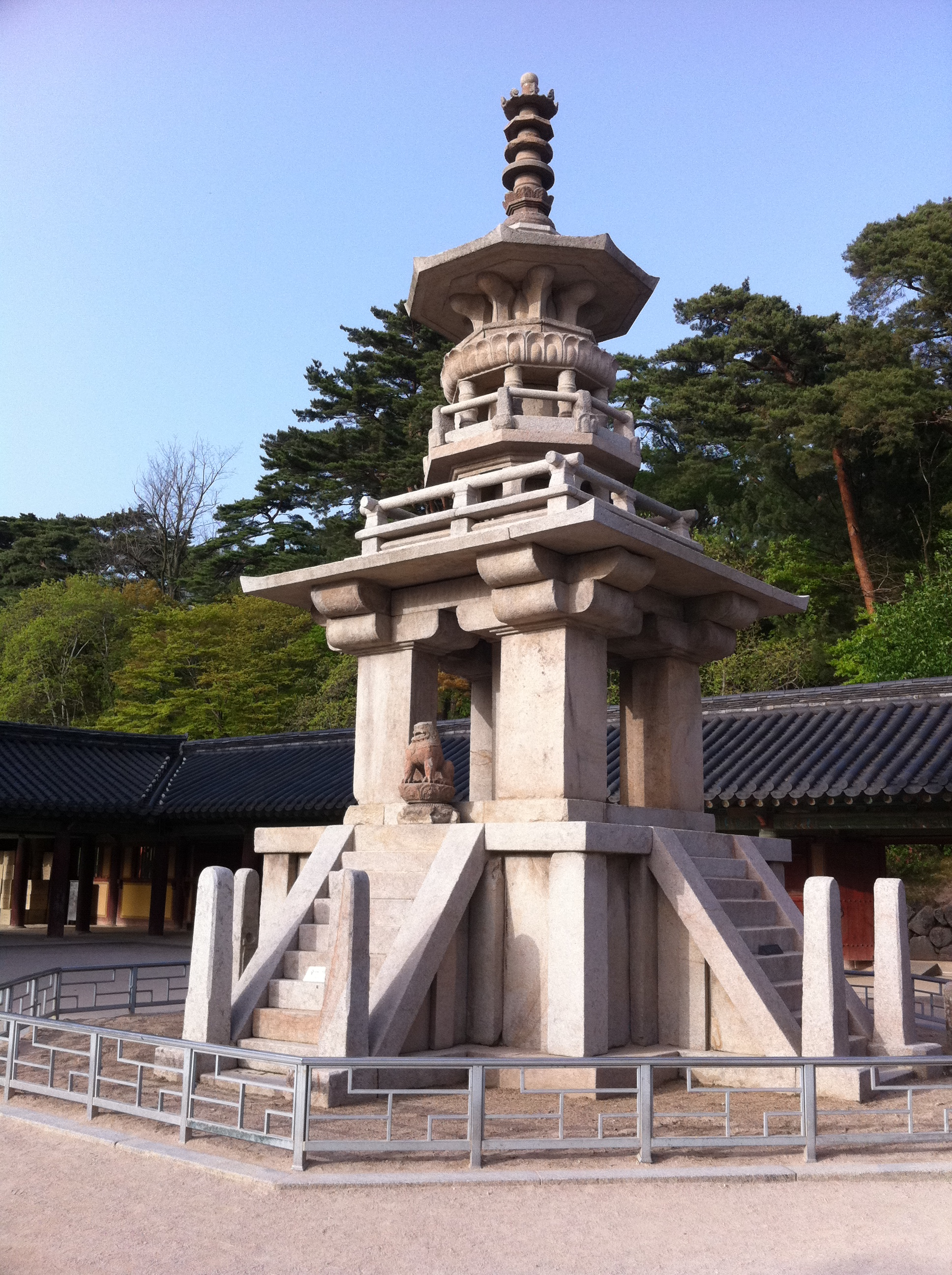
Pagoda Dabotap en el templo Bulguksa.

Gyeongju es un destino turístico para coreanos y extranjeros. Tiene dentro 1000 años de herencia de Silla con un vasto número de antiguas ruinas y sitios arqueológicos en las ciudad, que ayudan a atraer 6 millones de turistas incluyendo 750.000 extranjeros por año. El gobierno municipal ha invertido en ella por su estatus histórico con el objetivo de desarrollar atracciones turísticas como festivales, conferencias y hoteles de lujo.
Muchos lugares de Silla están localizados en el parque nacional de Gyeongju como el Complejo de Tumbas Reales, el observatorio de Cheomseongdae que es uno de los observatorios más antiguos del Este de Asia, el parque real Anapji, y el bosque Gyerim. El Museo Nacional de Gyeongju tiene muchos artefactos y tesoros nacionales que han sido excavados de la ciudad y sus alrededores.

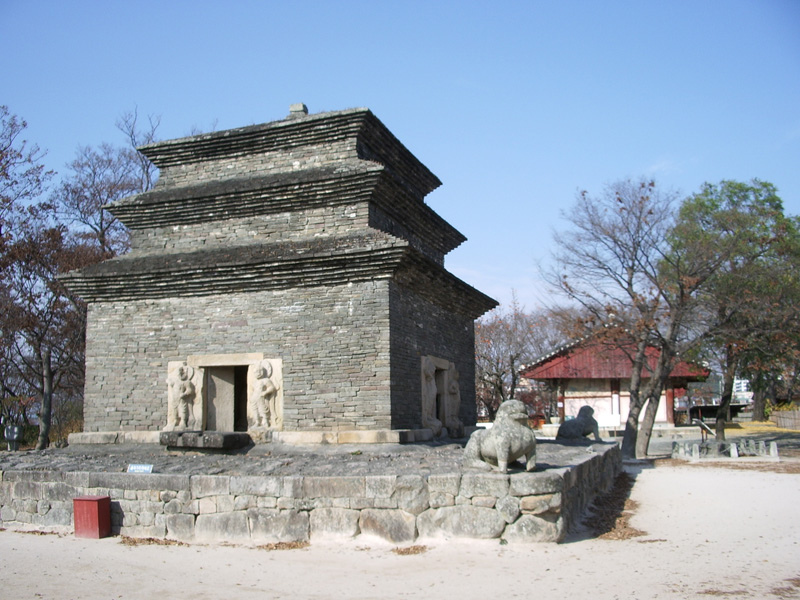
Pagoda Bunhwangsa, Tesoro Nacional de Corea n.º 30

Una gran parte de la herencia de Gyeongju está relacionada con el patronato budista del reino de Silla. La gruta de Seokguram y el templo de Bulguksa fueron los primeros sitios coreanos en ser incluidos como parte Patrimonio de la Humanidad de la UNESCO en 1995.
 Además, las ruinas del antiguo templo Hwangnyongsa, están preservadas en la falda de la
montaña Toham. Muchas esculturas de Budas y Bodhisattvas se encuentran en los lados de la ciudad, particularmente en Namsan.
Una porción importante del tráfico de turismo en Gyeongju es debido a su propia promoción al realizar festivales, conferencias, competiciones, etc. Cada año desde 1962, el Festival Cultural de Silla ha sido realizado en octubre para conmemorar y honrar la historia de la dinastía y su cultura. Es uno de los festivales más importantes de Corea. Conlleva eventos atléticos, juegos folclóricos, bailes, concursos literarios y
ceremonias religiosas budistas. Otros festivales incluyen el Maratón Flor de
Cerezo en abril, y ceremonias conmemorativas de los fundadores de la dinastía Silla y del general Kim Yu-sin.
Hay 15 hoteles en Gyeongju, incluyendo un Hotel Hilton, el hotel Gyeongju Chosun, y 276 tipos de alojamientos con 2.817 restaurantes en 2006.

## Medios de comunicación

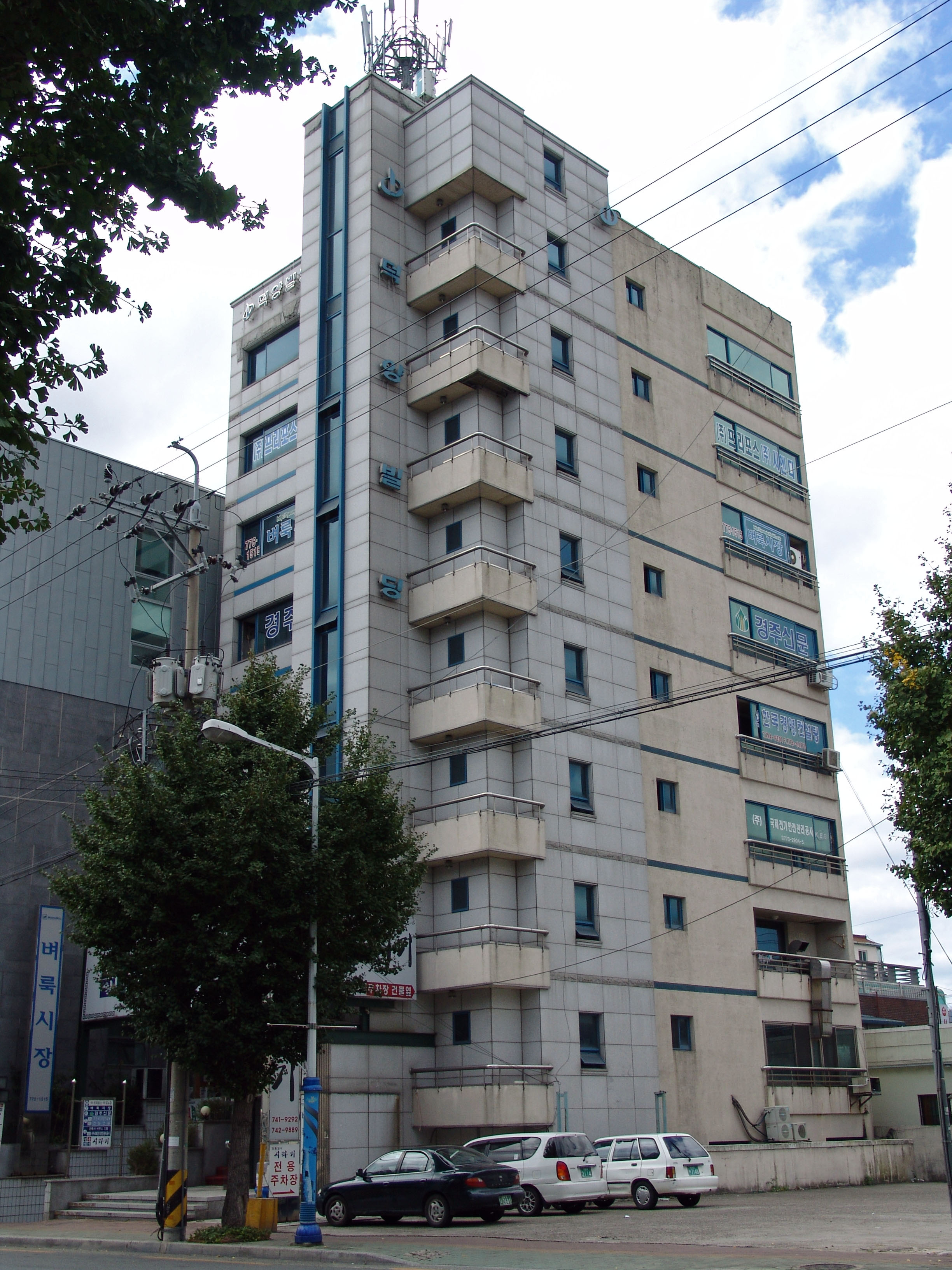
Gyeongju Sinmun, un periódico local que se encuentra en este edificio.

Gyeongju tiene dos periódicos locales, el Gyeongju Sinmun y el Seorabeol Sinmun. Ambos
son semanales, que proveen con noticias en línea así como su sede esta
localizada en el vecindario de Dongcheon-dong. El Gyeongju Sinmun fue fundado en 1989 y provee noticias variadas, así
como críticas e información relacionada con Gyeongju. Su
periódico en línea, se abrió en diciembre del 2000 para proveer en vivo las
noticias locales, fuera del límite del periódico semanal y establecer
información mutua con los residentes. En 2001, el Gyeongju Sinmun empezó a
presentar premios de ciudadanía a las personas que trataran de desarrollar la
industrial local y economía, cultura y educación, y servicio de bienestar. Desde
el 2003, la central nuclear de Wolseong es coanfitrión de los premios con Gyeongju
Sinmun.
El Seorabeol Sinmun fue establecido en 1993, sin embargo, desde el 15 de noviembre de 2000 hasta el 10 de noviembre de 2005 dejó de publicar debido a dificultades financieras tras la crisis
económica asiática. Desde
el 2006, Seorabeol Sinmun presenta Premios Serabeol a personas mejorando el
desarrollo de Gyeongju.
Varios filmes se han grabado en la ciudad,
incluyendo  Kick the Moon, On the Occasion of Remembering the Turning Gate, Taegukgi, Chwihwaseon y otros. En 2009, la filmación de Queen Seondeok, una popular serie de MBC TV tuvo lugar en un estudio en el milenario Parque de Silla, localizado en Bomun Lake Resort.

## Educación
Gyeongju es fuertemente asociado con la tradición educativa Hwarangdo (“Camino de la Flor de los Jóvenes”) que se estableció y floreció durante el período de Silla. Es un código filosófico y militar que ofreció la base del entrenamiento a Hwarang, un cadete militar de la
aristocracia. La equidad entrenamiento enfatizó la práctica de artes académicas y artes marciales basadas en el Budismo y patriotismo. Muchos de los grandes generales de Silla, como Kim Yu-sin fueron Hwarang, quienes tuvieron un papel importantes en la unificación de Silla con la península de Corea. Mientras Silla era integrada en la siguiente dinastía gobernantes, Goryeo, el sistema cayó y fue oficialmente terminado en la dinastí de Joseon. Como sea, el espíritu y disciplina fue revivido en la segunda mitad del siglo XX como forma de arten marcial coreana con el mismo nombre. 

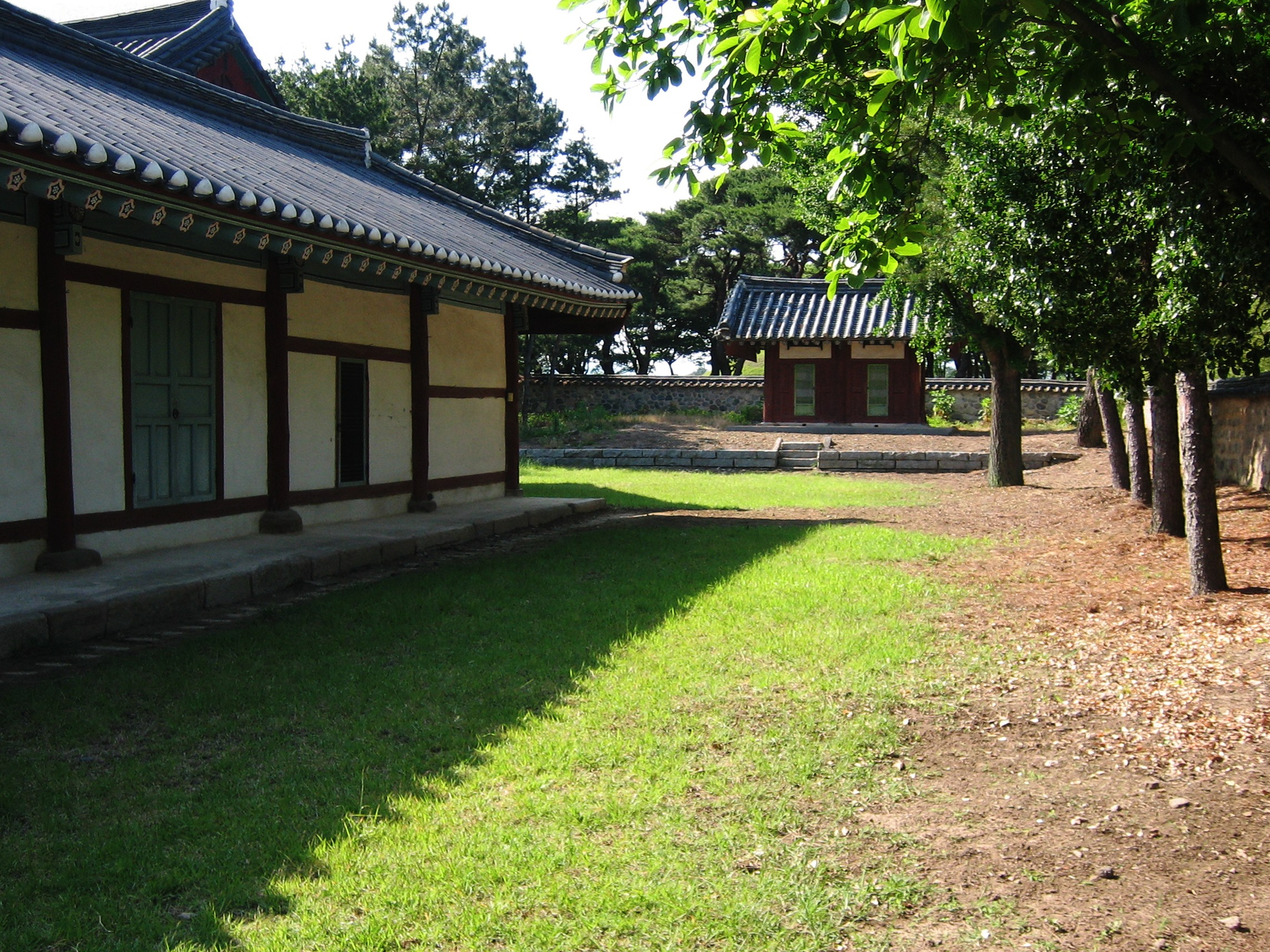
Un edificio de Gyeongju Hyanggyo

 La educación formal tiene una historia más larga en Gyeongju que en ningún otro lado en Corea del Sur. Gukhak, la academia nacional fue establecida en 682, en el principio de la unificación de Silla.  Su currículum se enfocó en los clásicos confucianos para oficiales locales. Tras la caída de Silla en el siglo X, Gukhak cerró. Como sea, por el papel provincial de Gyeongju bajo Goryeo y las primeras dinastía Joseon, la ciudad contaba con escuelas patrocinadas por el estado (hyanggyo) bajo las dos dinastías, como Gyeongju Hyanggyo. A lo largo de la dinastía Joseon, se abrieron academias confucianas privadas, como Oksan Seowon y Seoak Seowon.
El sistema de educación de Gyeongju es el mismo que en cualquier lado en el país. La escolaridad empieza con preprimaria; hay 65 en la ciudad. Continua por seis años de escuela primaria; Gyeongju tiene 46. Subsecuentemente, los alumnos pasan tres años en la secundaria. Hay 19 secundarias en Gyeongju. La educación de preparatoria de tres años más, la cual no es obligatoria, pero la mayoría de los estudiantes la acaban. Gyeongju tiene 21
preparatorias, de las cuales 11 están especializadas en preparación técnica. En cada uno de estos niveles, hay una mezcla
entre escuelas privadas y públicas. Todas están vigiladas por el buro de Gyeongju de la Oficina Provincial de Educación del Norte de Gyeongsang. Gyeongju es la casa de una escuela para personas con discapacidades mentales, que les provee una educación desde preprimaria hasta una edad adulta.

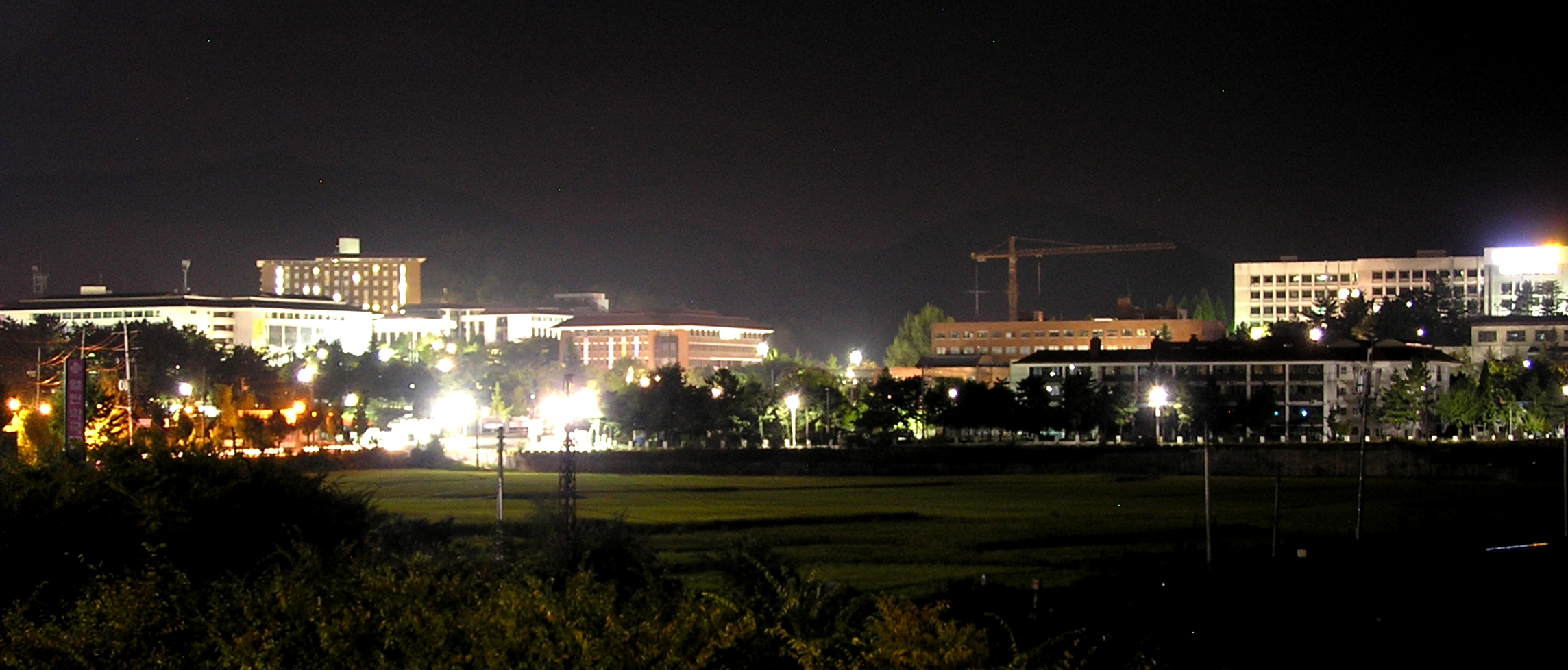
Campus de la Universidad de Dongguk en Gyeongju, de noche.

 Gyeongju es también la sede de cuatro instituciones de educación universitaria.  El Colegio Sorabol es un colegio técnico del distrito Chunghyo-dong que ofrece estudios en turismo, salud, deporte y tratamientos cosméticos.
 Cada una de las tres universidades de Gyeongju refleja el papel único de la ciudad. Las Universidades Dongguk y Uiduk son instituciones budistas,  reflejando la conexión de la religión con la ciudad. La Universidad de Gyeongju esta fuertemente centrada en turismo, reflejando su importancia en la región.

## Infraestructura

### Cuidado de la Salud
De

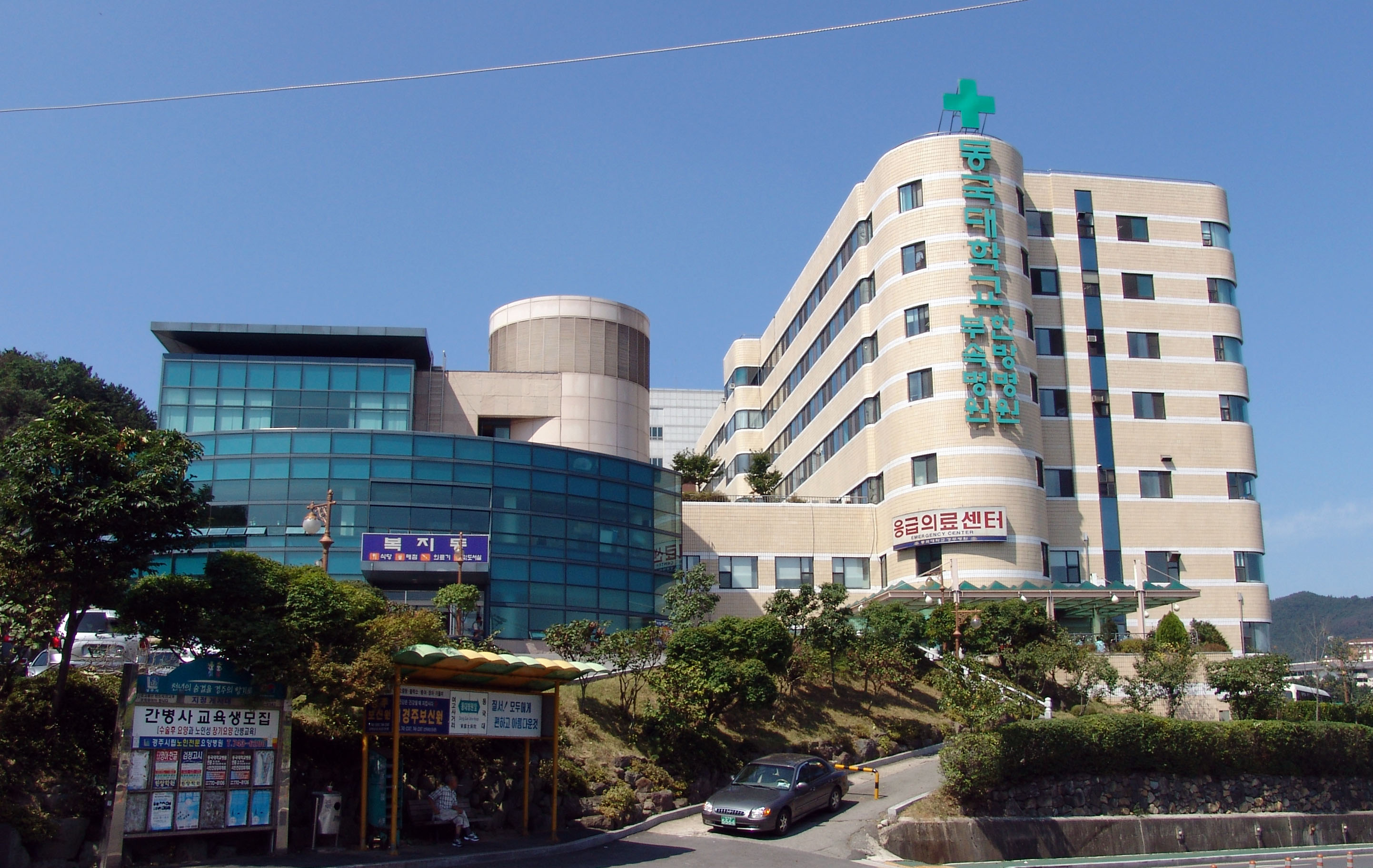
Hospital de la Universidad de Dongguk en Gyeongju.

acuerdo al libro anual de Gyeongju en el 2008, el número total de instituciones
médicas era 223 con 3,345 camas, incluyendo dos hospitales generales, trece
hospitales, ciento nuevo clínicas, cinco asilos de ancianos, cuarenta y dos
hospitales dentales, dos hospitales de medicina tradicional Coreana y cincuenta
clínicas de medicina tradicional Coreana. Hay
también veintiocho instituciones médicas relacionadas al Centro de Salud de
Gyeongju afiliado al gobierno de la ciudad de Gyeongju.
Los
dos hospitales generales están asociado con dos universidades en Gyeongju y
cerca de Daegu. Uno es el Hospital de la Universidad de Dongguk, en el distrito
de Seokjang-dong, el cual está afiliado con el Centro Médico de la Universidad
de Dongguk. El Hospital Gyeongju fue abierto en una construcción de siete
torres en 1991 para proveer a los habitantes de Gyeongju un servicio de salud
de calidad y entrenar especialistas en al región. Tras
varias renovaciones al hospital, cuenta actualmente con 24 departamentos. También
es asignado como un hospital para enseñanza y aprendizaje en asociación con el
Hospital Oriental de la Universidad de Dongguk. El
otro hospital general es una rama de la Universidad de Keimyung, El Hospital
Médico Dongsan en Daegu. Es el sucesor del Hospital de la Cristianidad de
Gyeongju fundado en 1962, y renació como el actual hospital general en 1991. El
Hospital Dongsan de Gyeongju esta en el distrito de Seobu-dong y tiene doce
departamentos.

### Servicios
El

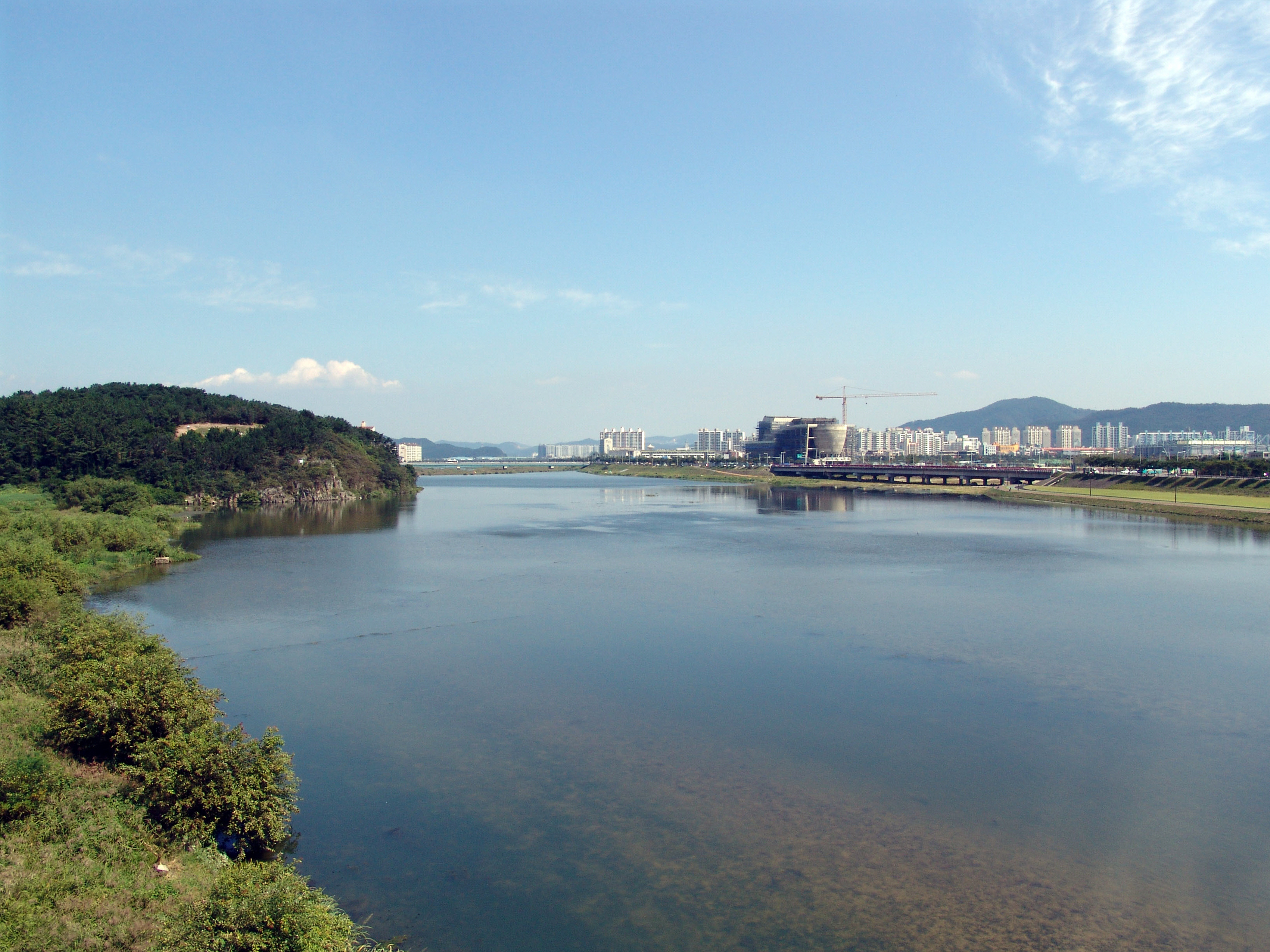
Vista del río Hyeongsan desde el puente Dong. El río es una de las fuentes de agua de Gyeongju.

suministro de agua y la eliminación de aguas residuales son servicios
municipales que pueden ser manejados respectivamente por la Oficina de
Suministro de Agua y La Oficina de Calidad de Agua y Medio Ambientes. El agua
viene del río Hyeongsan, el multiusos Deokdong Dam y algunas corrientes. La
ciudad está dividida en siete distritos de agua, con ocho plantas de filtración
y siete plantas de aguas residuales. Una
de las plantas de aguas residuales, La planta Angang, empezó a funcionar en abril
del 2005 tras la co-inversión del gobierno de Gyeongsang del Norte y la Ciudad
de Gyeongju con un fondo de 44.300 millones de won para
instalar los equipos para prevenir la contaminación del río Hyeongsan, que es la
principal fuente de agua para Gyeongju y Pohang. La planta está localizada en
un sitio espacioso con 39.000 m² en Homyeong-ri, Gangdong-myeon en Gyeongju donde
las instalaciones respetuosas con la naturaleza ofrecen lugares de recreación
para los lugareños. A través de 56,1 km de tuberías de alcantarillado y
catorce estaciones de bombeo, la planta tiene una capacidad de 18.000 toneladas
de aguas residuales domésticas por día
que vengan de Angang-eup y Gangdong-myeon. Las instalaciones cuentan con
equipos de alta potencia desarrollados por empresas industriales relacionadas
con el tratamiento de aguas residuales en el primer o segundo grado de
calidad, por lo que se utiliza como el flujo de mantenimiento del río y agua para
la agricultura en caso de sequía.
La ciudad ha manejado su propio servicio de reciclaje, pero lo privatizó desde el
1.º de julio, de 2009.
Otras
utilidades son provistas por entidades privadas o compañías propias de gobierno
Surcoreano. Gas de la Ciudad Seorabeol, un afiliado del Grupo GS, brinda gas a
los residentes de Gyeongju, mientras
que la energía eléctrica se abastecida por empresas públicas, Poder Hidro &
Nuclear de Corea vía la Planta Nuclear de Wolseong. La planta es conocida por
ser la única planta operando un Reactor de Agua Pesada en Corea del Sur y
abastece cerca del 5% de la energía eléctrica coreana. El
dueño, Poder Hidro & Nuclear de Corea comenzó
a construir Wolseong 1 en los distritos de Yangnam-myeon, Yangbuk-myeon y
Gampo-eup en 1976. Desde 1983, la planta ha proporcionado servicio comercial y
operado con el reactor de agua pesada que tiene una capacidad de 678.000 kW.
Conforme se completó la construcción de Wolseong 2, 3 y 4 con una capacidad de
70.000 kW, en 1997, 1998 y 1999, La Planta Nuclear de Wolseong ha estado
operando por las cuatro plantas. Los
nuevos proyectos, Sinwolseong n.º 1 y n.º 2 están aún bajo construcción,
estimando su término en los años 2011-2012

### Transporte
La

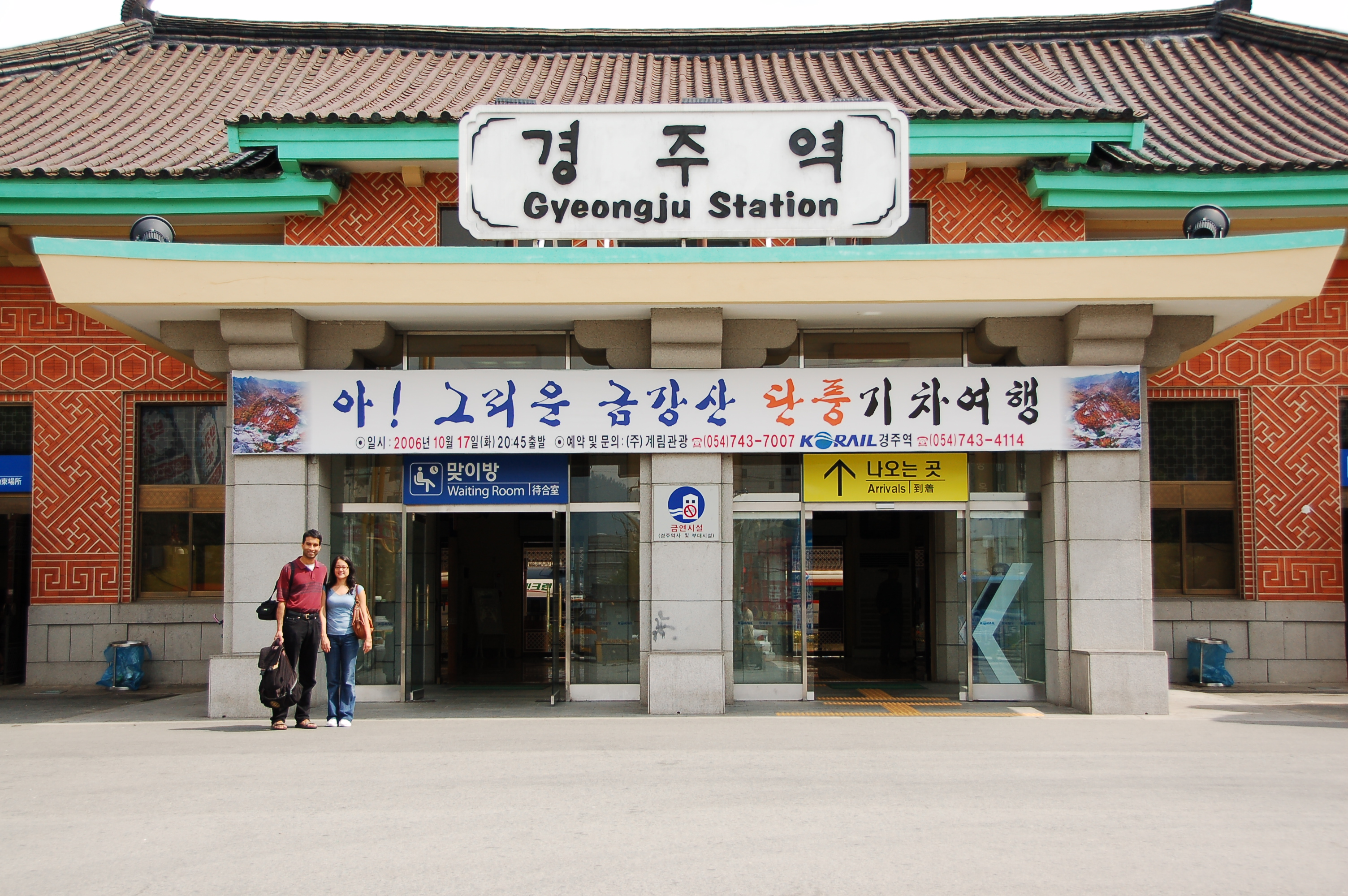
Estación Gyeongju.

ciudad se encuentra en el cruce de dos líneas menores operadas por el
Ferrocarril Nacional Coreano. La Línea Jungang va desde Seúl hasta Gyeongju y
lleva trenes de la línea de Daegu, la cual se origina en Dongdaegu. En
Gyeongju, la Línea Jungang conecta a la Línea Donghae Nambu que va entre Pohang
y Busán. La
autopista de Gyeongbu, va desde Seúl hasta Busán, pasa a través de Gyeongju, y
la carretera Provincial 68, asistida por el gobierno Surcoreano, conecta con
Seocheon en el sur de la provincia Chungcheong a Gyeongju.  Además las carreteras nacionales como la Ruta 4, 7, 14, 20, 28, 31, y 35  entrecruzan
la ciudad. Puesto que la ciudad es un destino turístico, hay servicio de
autobuses en la mayoría de las ciudades en Corea del Sur.
El
tren de alta velocidad no tiene servicio con Gyeongju directamente, pero la
línea KTX de Gyeongbu se detiene cerca de la estación Singyeongju, en
Geoncheon-eup, al sur del centro de la ciudad de Gyeongju.

## Ciudades hermanadas
- Xi'an, China (1994)[205]
- Versalles, Francia[206]
- Pompeya, Italia[207]
- Nara, Japón (1970)[205]
- Obama, Japón[208] (1977)
- Iksan, Corea del Sur (1998)
- Inglewood, Estados Unidos (1990)[205]
- Huế, Vietnam.[205]